# Lista de asteroides (259001-260000)
Esta é uma lista parcial de asteroides, do asteroide número 259001 até o 260000, inclusive. Veja também o índice com todas as listas disponíveis.

| Objeto Próximos à Terra | Cinturão de asteroides (interno) | Cinturão de asteroides (externo) | Centauro       |
| Cruzador de Marte       | Cinturão de asteroides (meio)    | Troianos de Júpiter              | Transnetuniano |

Veja mais dados de cada asteroide na ligação externa para o Minor Planet Center na última coluna.
Índice: 259001... 259101... 259201... 259301... 259401... 259501... 259601... 259701... 259801... 259901... 

## 259001–259100
| Designação | Designação | Descoberta  | Descoberta        | Descobridor(es) | Categoria | Mais informações / Referência |
| Permanente | Provisória | Data        | Local             | Descobridor(es) | Categoria | Mais informações / Referência |
| ---------- | ---------- | ----------- | ----------------- | --------------- | --------- | ----------------------------- |
| 259001     | 2002 TP92  | 1 out 2002  | Anderson Mesa     | LONEOS          | —         | MPC                           |
| 259002     | 2002 TM98  | 3 out 2002  | Socorro           | LINEAR          | —         | MPC                           |
| 259003     | 2002 TX98  | 3 out 2002  | Socorro           | LINEAR          | Mitidika  | MPC                           |
| 259004     | 2002 TU102 | 4 out 2002  | Socorro           | LINEAR          | —         | MPC                           |
| 259005     | 2002 TD104 | 4 out 2002  | Socorro           | LINEAR          | —         | MPC                           |
| 259006     | 2002 TU104 | 4 out 2002  | Socorro           | LINEAR          | —         | MPC                           |
| 259007     | 2002 TV110 | 2 out 2002  | Campo Imperatore  | CINEOS          | —         | MPC                           |
| 259008     | 2002 TE115 | 3 out 2002  | Palomar           | NEAT            | —         | MPC                           |
| 259009     | 2002 TV117 | 3 out 2002  | Palomar           | NEAT            | —         | MPC                           |
| 259010     | 2002 TC118 | 3 out 2002  | Palomar           | NEAT            | —         | MPC                           |
| 259011     | 2002 TN119 | 3 out 2002  | Palomar           | NEAT            | —         | MPC                           |
| 259012     | 2002 TJ121 | 3 out 2002  | Palomar           | NEAT            | —         | MPC                           |
| 259013     | 2002 TJ122 | 3 out 2002  | Campo Imperatore  | CINEOS          | —         | MPC                           |
| 259014     | 2002 TU127 | 4 out 2002  | Socorro           | LINEAR          | —         | MPC                           |
| 259015     | 2002 TK145 | 3 out 2002  | Socorro           | LINEAR          | —         | MPC                           |
| 259016     | 2002 TY150 | 5 out 2002  | Palomar           | NEAT            | —         | MPC                           |
| 259017     | 2002 TH158 | 5 out 2002  | Palomar           | NEAT            | —         | MPC                           |
| 259018     | 2002 TD159 | 5 out 2002  | Palomar           | NEAT            | —         | MPC                           |
| 259019     | 2002 TW174 | 4 out 2002  | Socorro           | LINEAR          | —         | MPC                           |
| 259020     | 2002 TN177 | 11 out 2002 | Palomar           | NEAT            | —         | MPC                           |
| 259021     | 2002 TL189 | 5 out 2002  | Socorro           | LINEAR          | —         | MPC                           |
| 259022     | 2002 TF190 | 13 out 2002 | Eskridge          | G. Hug          | —         | MPC                           |
| 259023     | 2002 TD194 | 3 out 2002  | Socorro           | LINEAR          | Mitidika  | MPC                           |
| 259024     | 2002 TF194 | 3 out 2002  | Socorro           | LINEAR          | —         | MPC                           |
| 259025     | 2002 TD200 | 8 out 2002  | Bergisch Gladbach | W. Bickel       | —         | MPC                           |
| 259026     | 2002 TJ208 | 4 out 2002  | Socorro           | LINEAR          | —         | MPC                           |
| 259027     | 2002 TD215 | 4 out 2002  | Socorro           | LINEAR          | —         | MPC                           |
| 259028     | 2002 TW217 | 5 out 2002  | Palomar           | NEAT            | —         | MPC                           |
| 259029     | 2002 TX221 | 7 out 2002  | Anderson Mesa     | LONEOS          | —         | MPC                           |
| 259030     | 2002 TN223 | 7 out 2002  | Socorro           | LINEAR          | —         | MPC                           |
| 259031     | 2002 TU224 | 8 out 2002  | Anderson Mesa     | LONEOS          | —         | MPC                           |
| 259032     | 2002 TZ225 | 8 out 2002  | Anderson Mesa     | LONEOS          | —         | MPC                           |
| 259033     | 2002 TW227 | 8 out 2002  | Anderson Mesa     | LONEOS          | —         | MPC                           |
| 259034     | 2002 TV232 | 6 out 2002  | Socorro           | LINEAR          | —         | MPC                           |
| 259035     | 2002 TA236 | 6 out 2002  | Socorro           | LINEAR          | —         | MPC                           |
| 259036     | 2002 TZ238 | 8 out 2002  | Anderson Mesa     | LONEOS          | —         | MPC                           |
| 259037     | 2002 TV244 | 7 out 2002  | Socorro           | LINEAR          | —         | MPC                           |
| 259038     | 2002 TK250 | 7 out 2002  | Socorro           | LINEAR          | —         | MPC                           |
| 259039     | 2002 TM254 | 9 out 2002  | Anderson Mesa     | LONEOS          | —         | MPC                           |
| 259040     | 2002 TQ256 | 9 out 2002  | Socorro           | LINEAR          | Mitidika  | MPC                           |
| 259041     | 2002 TR256 | 9 out 2002  | Socorro           | LINEAR          | —         | MPC                           |
| 259042     | 2002 TE278 | 10 out 2002 | Socorro           | LINEAR          | —         | MPC                           |
| 259043     | 2002 TG288 | 10 out 2002 | Socorro           | LINEAR          | —         | MPC                           |
| 259044     | 2002 TL292 | 10 out 2002 | Socorro           | LINEAR          | —         | MPC                           |
| 259045     | 2002 TE308 | 4 out 2002  | Apache Point      | SDSS            | —         | MPC                           |
| 259046     | 2002 TN314 | 4 out 2002  | Apache Point      | SDSS            | —         | MPC                           |
| 259047     | 2002 TE316 | 4 out 2002  | Apache Point      | SDSS            | —         | MPC                           |
| 259048     | 2002 TD317 | 5 out 2002  | Apache Point      | SDSS            | —         | MPC                           |
| 259049     | 2002 TX317 | 5 out 2002  | Apache Point      | SDSS            | —         | MPC                           |
| 259050     | 2002 TC340 | 5 out 2002  | Apache Point      | SDSS            | —         | MPC                           |
| 259051     | 2002 TS340 | 5 out 2002  | Apache Point      | SDSS            | —         | MPC                           |
| 259052     | 2002 TY363 | 10 out 2002 | Apache Point      | SDSS            | —         | MPC                           |
| 259053     | 2002 TE366 | 10 out 2002 | Apache Point      | SDSS            | —         | MPC                           |
| 259054     | 2002 TN373 | 9 out 2002  | Palomar           | NEAT            | —         | MPC                           |
| 259055     | 2002 TP374 | 11 out 2002 | Apache Point      | SDSS            | —         | MPC                           |
| 259056     | 2002 TM376 | 13 out 2002 | Palomar           | NEAT            | Juno      | MPC                           |
| 259057     | 2002 TP381 | 6 out 2002  | Palomar           | NEAT            | —         | MPC                           |
| 259058     | 2002 TG382 | 4 out 2002  | Apache Point      | SDSS            | Phocaea   | MPC                           |
| 259059     | 2002 UV2   | 28 out 2002 | Socorro           | LINEAR          | —         | MPC                           |
| 259060     | 2002 UM3   | 28 out 2002 | Socorro           | LINEAR          | —         | MPC                           |
| 259061     | 2002 US6   | 28 out 2002 | Palomar           | NEAT            | —         | MPC                           |
| 259062     | 2002 UH9   | 28 out 2002 | Palomar           | NEAT            | —         | MPC                           |
| 259063     | 2002 UF12  | 30 out 2002 | Socorro           | LINEAR          | Juno      | MPC                           |
| 259064     | 2002 UJ15  | 30 out 2002 | Palomar           | NEAT            | —         | MPC                           |
| 259065     | 2002 UX21  | 30 out 2002 | Haleakalā         | NEAT            | —         | MPC                           |
| 259066     | 2002 UX23  | 28 out 2002 | Palomar           | NEAT            | —         | MPC                           |
| 259067     | 2002 UC27  | 31 out 2002 | Anderson Mesa     | LONEOS          | —         | MPC                           |
| 259068     | 2002 UD35  | 31 out 2002 | Socorro           | LINEAR          | —         | MPC                           |
| 259069     | 2002 UJ41  | 31 out 2002 | Palomar           | NEAT            | —         | MPC                           |
| 259070     | 2002 UE52  | 29 out 2002 | Apache Point      | SDSS            | —         | MPC                           |
| 259071     | 2002 UC64  | 30 out 2002 | Apache Point      | SDSS            | Mitidika  | MPC                           |
| 259072     | 2002 UO68  | 30 out 2002 | Apache Point      | SDSS            | —         | MPC                           |
| 259073     | 2002 UQ73  | 31 out 2002 | Palomar           | NEAT            | —         | MPC                           |
| 259074     | 2002 VL9   | 1 nov 2002  | Palomar           | NEAT            | —         | MPC                           |
| 259075     | 2002 VF10  | 1 nov 2002  | Palomar           | NEAT            | —         | MPC                           |
| 259076     | 2002 VA21  | 5 nov 2002  | Socorro           | LINEAR          | —         | MPC                           |
| 259077     | 2002 VC23  | 5 nov 2002  | Socorro           | LINEAR          | —         | MPC                           |
| 259078     | 2002 VN23  | 5 nov 2002  | Socorro           | LINEAR          | —         | MPC                           |
| 259079     | 2002 VQ25  | 5 nov 2002  | Socorro           | LINEAR          | —         | MPC                           |
| 259080     | 2002 VM26  | 5 nov 2002  | Socorro           | LINEAR          | —         | MPC                           |
| 259081     | 2002 VE29  | 5 nov 2002  | Anderson Mesa     | LONEOS          | —         | MPC                           |
| 259082     | 2002 VU30  | 5 nov 2002  | Socorro           | LINEAR          | —         | MPC                           |
| 259083     | 2002 VS31  | 5 nov 2002  | Socorro           | LINEAR          | Mitidika  | MPC                           |
| 259084     | 2002 VC35  | 5 nov 2002  | Socorro           | LINEAR          | —         | MPC                           |
| 259085     | 2002 VJ46  | 5 nov 2002  | Palomar           | NEAT            | —         | MPC                           |
| 259086     | 2002 VA55  | 6 nov 2002  | Anderson Mesa     | LONEOS          | —         | MPC                           |
| 259087     | 2002 VL64  | 6 nov 2002  | Haleakala         | NEAT            | —         | MPC                           |
| 259088     | 2002 VG66  | 8 nov 2002  | Socorro           | LINEAR          | Juno      | MPC                           |
| 259089     | 2002 VZ67  | 7 nov 2002  | Kitt Peak         | Spacewatch      | —         | MPC                           |
| 259090     | 2002 VD97  | 12 nov 2002 | Socorro           | LINEAR          | —         | MPC                           |
| 259091     | 2002 VA99  | 13 nov 2002 | Socorro           | LINEAR          | —         | MPC                           |
| 259092     | 2002 VX102 | 12 nov 2002 | Socorro           | LINEAR          | —         | MPC                           |
| 259093     | 2002 VC104 | 12 nov 2002 | Socorro           | LINEAR          | —         | MPC                           |
| 259094     | 2002 VC111 | 13 nov 2002 | Palomar           | NEAT            | —         | MPC                           |
| 259095     | 2002 VJ115 | 11 nov 2002 | Socorro           | LINEAR          | —         | MPC                           |
| 259096     | 2002 VS116 | 13 nov 2002 | Palomar           | NEAT            | —         | MPC                           |
| 259097     | 2002 VQ123 | 14 nov 2002 | Palomar           | NEAT            | Juno      | MPC                           |
| 259098     | 2002 VW125 | 14 nov 2002 | Palomar           | NEAT            | —         | MPC                           |
| 259099     | 2002 VN142 | 5 nov 2002  | Palomar           | NEAT            | —         | MPC                           |
| 259100     | 2002 VO143 | 15 nov 2002 | Palomar           | NEAT            | —         | MPC                           |

## 259101–259200
| Designação | Designação | Descoberta  | Descoberta        | Descobridor(es) | Categoria | Mais informações / Referência |
| Permanente | Provisória | Data        | Local             | Descobridor(es) | Categoria | Mais informações / Referência |
| ---------- | ---------- | ----------- | ----------------- | --------------- | --------- | ----------------------------- |
| 259101     | 2002 WS    | 20 nov 2002 | Socorro           | LINEAR          | —         | MPC                           |
| 259102     | 2002 WT5   | 23 nov 2002 | Palomar           | NEAT            | —         | MPC                           |
| 259103     | 2002 WM6   | 24 nov 2002 | Palomar           | NEAT            | —         | MPC                           |
| 259104     | 2002 WC7   | 24 nov 2002 | Palomar           | NEAT            | —         | MPC                           |
| 259105     | 2002 WC10  | 24 nov 2002 | Palomar           | NEAT            | —         | MPC                           |
| 259106     | 2002 WJ10  | 24 nov 2002 | Palomar           | NEAT            | —         | MPC                           |
| 259107     | 2002 WN14  | 28 nov 2002 | Anderson Mesa     | LONEOS          | —         | MPC                           |
| 259108     | 2002 WQ14  | 28 nov 2002 | Anderson Mesa     | LONEOS          | —         | MPC                           |
| 259109     | 2002 WP18  | 30 nov 2002 | Socorro           | LINEAR          | —         | MPC                           |
| 259110     | 2002 WT18  | 25 nov 2002 | Lulin Observatory | Lulin Obs.      | —         | MPC                           |
| 259111     | 2002 WF19  | 24 nov 2002 | Palomar           | S. F. Hönig     | —         | MPC                           |
| 259112     | 2002 XS3   | 2 dez 2002  | Socorro           | LINEAR          | —         | MPC                           |
| 259113     | 2002 XT3   | 2 dez 2002  | Socorro           | LINEAR          | —         | MPC                           |
| 259114     | 2002 XU6   | 1 dez 2002  | Haleakala         | NEAT            | —         | MPC                           |
| 259115     | 2002 XT12  | 3 dez 2002  | Palomar           | NEAT            | —         | MPC                           |
| 259116     | 2002 XN13  | 3 dez 2002  | Palomar           | NEAT            | —         | MPC                           |
| 259117     | 2002 XT13  | 3 dez 2002  | Palomar           | NEAT            | —         | MPC                           |
| 259118     | 2002 XB22  | 2 dez 2002  | Haleakala         | NEAT            | Juno      | MPC                           |
| 259119     | 2002 XV24  | 5 dez 2002  | Socorro           | LINEAR          | —         | MPC                           |
| 259120     | 2002 XM26  | 3 dez 2002  | Palomar           | NEAT            | Juno      | MPC                           |
| 259121     | 2002 XN26  | 3 dez 2002  | Palomar           | NEAT            | —         | MPC                           |
| 259122     | 2002 XH29  | 5 dez 2002  | Kitt Peak         | Spacewatch      | —         | MPC                           |
| 259123     | 2002 XH30  | 6 dez 2002  | Socorro           | LINEAR          | Juno      | MPC                           |
| 259124     | 2002 XW31  | 6 dez 2002  | Socorro           | LINEAR          | —         | MPC                           |
| 259125     | 2002 XC35  | 7 dez 2002  | Kitt Peak         | Spacewatch      | —         | MPC                           |
| 259126     | 2002 XF37  | 7 dez 2002  | Socorro           | LINEAR          | Pallas    | MPC                           |
| 259127     | 2002 XK43  | 12 dez 2002 | Haleakala         | NEAT            | —         | MPC                           |
| 259128     | 2002 XH45  | 10 dez 2002 | Socorro           | LINEAR          | Juno      | MPC                           |
| 259129     | 2002 XL46  | 7 dez 2002  | Socorro           | LINEAR          | —         | MPC                           |
| 259130     | 2002 XN48  | 10 dez 2002 | Socorro           | LINEAR          | —         | MPC                           |
| 259131     | 2002 XD49  | 10 dez 2002 | Socorro           | LINEAR          | —         | MPC                           |
| 259132     | 2002 XT50  | 10 dez 2002 | Palomar           | NEAT            | —         | MPC                           |
| 259133     | 2002 XR57  | 10 dez 2002 | Palomar           | NEAT            | —         | MPC                           |
| 259134     | 2002 XK58  | 11 dez 2002 | Socorro           | LINEAR          | Juno      | MPC                           |
| 259135     | 2002 XQ58  | 11 dez 2002 | Socorro           | LINEAR          | —         | MPC                           |
| 259136     | 2002 XC68  | 11 dez 2002 | Palomar           | NEAT            | —         | MPC                           |
| 259137     | 2002 XT68  | 11 dez 2002 | Socorro           | LINEAR          | —         | MPC                           |
| 259138     | 2002 XF71  | 10 dez 2002 | Socorro           | LINEAR          | —         | MPC                           |
| 259139     | 2002 XM71  | 10 dez 2002 | Socorro           | LINEAR          | —         | MPC                           |
| 259140     | 2002 XP71  | 10 dez 2002 | Palomar           | NEAT            | —         | MPC                           |
| 259141     | 2002 XQ76  | 11 dez 2002 | Socorro           | LINEAR          | —         | MPC                           |
| 259142     | 2002 XB77  | 11 dez 2002 | Socorro           | LINEAR          | —         | MPC                           |
| 259143     | 2002 XP79  | 11 dez 2002 | Socorro           | LINEAR          | —         | MPC                           |
| 259144     | 2002 XW81  | 11 dez 2002 | Socorro           | LINEAR          | —         | MPC                           |
| 259145     | 2002 XM82  | 12 dez 2002 | Socorro           | LINEAR          | —         | MPC                           |
| 259146     | 2002 XF84  | 13 dez 2002 | Socorro           | LINEAR          | —         | MPC                           |
| 259147     | 2002 XO84  | 14 dez 2002 | Socorro           | LINEAR          | Juno      | MPC                           |
| 259148     | 2002 XP89  | 9 dez 2002  | Bergisch Gladbac  | W. Bickel       | —         | MPC                           |
| 259149     | 2002 XC90  | 14 dez 2002 | Socorro           | LINEAR          | —         | MPC                           |
| 259150     | 2002 XE98  | 5 dez 2002  | Socorro           | LINEAR          | —         | MPC                           |
| 259151     | 2002 XZ102 | 5 dez 2002  | Socorro           | LINEAR          | —         | MPC                           |
| 259152     | 2002 XY103 | 5 dez 2002  | Socorro           | LINEAR          | —         | MPC                           |
| 259153     | 2002 XJ108 | 6 dez 2002  | Socorro           | LINEAR          | —         | MPC                           |
| 259154     | 2002 XJ109 | 6 dez 2002  | Socorro           | LINEAR          | —         | MPC                           |
| 259155     | 2002 XF115 | 8 dez 2002  | Bergisch Gladbac  | W. Bickel       | —         | MPC                           |
| 259156     | 2002 XO115 | 7 dez 2002  | Apache Point      | SDSS            | —         | MPC                           |
| 259157     | 2002 XT115 | 7 dez 2002  | Apache Point      | SDSS            | —         | MPC                           |
| 259158     | 2002 XY115 | 14 dez 2002 | Apache Point      | SDSS            | —         | MPC                           |
| 259159     | 2002 XA116 | 5 dez 2002  | Palomar           | NEAT            | —         | MPC                           |
| 259160     | 2002 XJ118 | 7 dez 2002  | Palomar           | NEAT            | —         | MPC                           |
| 259161     | 2002 YV4   | 28 dez 2002 | Socorro           | LINEAR          | Juno      | MPC                           |
| 259162     | 2002 YG6   | 28 dez 2002 | Needville         | Needville Obs.  | —         | MPC                           |
| 259163     | 2002 YP11  | 31 dez 2002 | Socorro           | LINEAR          | Juno      | MPC                           |
| 259164     | 2002 YR15  | 31 dez 2002 | Kitt Peak         | Spacewatch      | —         | MPC                           |
| 259165     | 2002 YD21  | 31 dez 2002 | Socorro           | LINEAR          | —         | MPC                           |
| 259166     | 2002 YH22  | 31 dez 2002 | Socorro           | LINEAR          | —         | MPC                           |
| 259167     | 2002 YW28  | 31 dez 2002 | Socorro           | LINEAR          | —         | MPC                           |
| 259168     | 2002 YS34  | 31 dez 2002 | Socorro           | LINEAR          | —         | MPC                           |
| 259169     | 2002 YY35  | 31 dez 2002 | Socorro           | LINEAR          | —         | MPC                           |
| 259170     | 2002 YQ36  | 31 dez 2002 | Socorro           | LINEAR          | —         | MPC                           |
| 259171     | 2003 AB    | 1 jan 2003  | Tebbutt           | F. B. Zoltowski | —         | MPC                           |
| 259172     | 2003 AZ    | 1 jan 2003  | Socorro           | LINEAR          | —         | MPC                           |
| 259173     | 2003 AO1   | 1 jan 2003  | Socorro           | LINEAR          | —         | MPC                           |
| 259174     | 2003 AU2   | 2 jan 2003  | Socorro           | LINEAR          | —         | MPC                           |
| 259175     | 2003 AJ3   | 1 jan 2003  | Socorro           | LINEAR          | —         | MPC                           |
| 259176     | 2003 AS3   | 2 jan 2003  | Socorro           | LINEAR          | —         | MPC                           |
| 259177     | 2003 AO6   | 1 jan 2003  | Kitt Peak         | Spacewatch      | —         | MPC                           |
| 259178     | 2003 AB8   | 3 jan 2003  | Socorro           | LINEAR          | —         | MPC                           |
| 259179     | 2003 AJ9   | 4 jan 2003  | Socorro           | LINEAR          | —         | MPC                           |
| 259180     | 2003 AP10  | 1 jan 2003  | Socorro           | LINEAR          | —         | MPC                           |
| 259181     | 2003 AO11  | 1 jan 2003  | Socorro           | LINEAR          | —         | MPC                           |
| 259182     | 2003 AO13  | 1 jan 2003  | Socorro           | LINEAR          | —         | MPC                           |
| 259183     | 2003 AK16  | 4 jan 2003  | Kitt Peak         | Spacewatch      | Juno      | MPC                           |
| 259184     | 2003 AL17  | 5 jan 2003  | Socorro           | LINEAR          | —         | MPC                           |
| 259185     | 2003 AW22  | 5 jan 2003  | Socorro           | LINEAR          | —         | MPC                           |
| 259186     | 2003 AT26  | 4 jan 2003  | Socorro           | LINEAR          | —         | MPC                           |
| 259187     | 2003 AZ27  | 4 jan 2003  | Kitt Peak         | Spacewatch      | —         | MPC                           |
| 259188     | 2003 AM29  | 4 jan 2003  | Socorro           | LINEAR          | —         | MPC                           |
| 259189     | 2003 AR29  | 4 jan 2003  | Socorro           | LINEAR          | —         | MPC                           |
| 259190     | 2003 AY30  | 4 jan 2003  | Kitt Peak         | Spacewatch      | —         | MPC                           |
| 259191     | 2003 AT31  | 5 jan 2003  | Kitt Peak         | Spacewatch      | —         | MPC                           |
| 259192     | 2003 AN34  | 7 jan 2003  | Socorro           | LINEAR          | —         | MPC                           |
| 259193     | 2003 AS35  | 7 jan 2003  | Socorro           | LINEAR          | —         | MPC                           |
| 259194     | 2003 AT37  | 7 jan 2003  | Socorro           | LINEAR          | —         | MPC                           |
| 259195     | 2003 AJ38  | 7 jan 2003  | Socorro           | LINEAR          | —         | MPC                           |
| 259196     | 2003 AL38  | 7 jan 2003  | Socorro           | LINEAR          | —         | MPC                           |
| 259197     | 2003 AA39  | 7 jan 2003  | Socorro           | LINEAR          | —         | MPC                           |
| 259198     | 2003 AJ40  | 7 jan 2003  | Socorro           | LINEAR          | —         | MPC                           |
| 259199     | 2003 AE46  | 5 jan 2003  | Socorro           | LINEAR          | —         | MPC                           |
| 259200     | 2003 AN47  | 5 jan 2003  | Socorro           | LINEAR          | —         | MPC                           |

## 259201–259300
| Designação | Designação | Descoberta  | Descoberta    | Descobridor(es)     | Categoria | Mais informações / Referência |
| Permanente | Provisória | Data        | Local         | Descobridor(es)     | Categoria | Mais informações / Referência |
| ---------- | ---------- | ----------- | ------------- | ------------------- | --------- | ----------------------------- |
| 259201     | 2003 AN48  | 5 jan 2003  | Socorro       | LINEAR              | —         | MPC                           |
| 259202     | 2003 AD50  | 5 jan 2003  | Socorro       | LINEAR              | Phocaea   | MPC                           |
| 259203     | 2003 AJ50  | 5 jan 2003  | Socorro       | LINEAR              | —         | MPC                           |
| 259204     | 2003 AL51  | 5 jan 2003  | Socorro       | LINEAR              | —         | MPC                           |
| 259205     | 2003 AT51  | 5 jan 2003  | Socorro       | LINEAR              | —         | MPC                           |
| 259206     | 2003 AV55  | 5 jan 2003  | Socorro       | LINEAR              | —         | MPC                           |
| 259207     | 2003 AU61  | 7 jan 2003  | Socorro       | LINEAR              | —         | MPC                           |
| 259208     | 2003 AP62  | 8 jan 2003  | Socorro       | LINEAR              | —         | MPC                           |
| 259209     | 2003 AA77  | 10 jan 2003 | Socorro       | LINEAR              | —         | MPC                           |
| 259210     | 2003 AG79  | 11 jan 2003 | Socorro       | LINEAR              | —         | MPC                           |
| 259211     | 2003 AP80  | 11 jan 2003 | Socorro       | LINEAR              | Juno      | MPC                           |
| 259212     | 2003 AZ80  | 13 jan 2003 | Desert Moon   | B. L. Stevens       | —         | MPC                           |
| 259213     | 2003 BD    | 17 jan 2003 | Palomar       | NEAT                | —         | MPC                           |
| 259214     | 2003 BQ    | 24 jan 2003 | Palomar       | NEAT                | —         | MPC                           |
| 259215     | 2003 BL13  | 26 jan 2003 | Palomar       | NEAT                | —         | MPC                           |
| 259216     | 2003 BO14  | 26 jan 2003 | Haleakala     | NEAT                | —         | MPC                           |
| 259217     | 2003 BK16  | 26 jan 2003 | Haleakala     | NEAT                | —         | MPC                           |
| 259218     | 2003 BK17  | 26 jan 2003 | Haleakala     | NEAT                | —         | MPC                           |
| 259219     | 2003 BB18  | 27 jan 2003 | Socorro       | LINEAR              | —         | MPC                           |
| 259220     | 2003 BA19  | 27 jan 2003 | Anderson Mesa | LONEOS              | —         | MPC                           |
| 259221     | 2003 BA21  | 27 jan 2003 | Socorro       | LINEAR              | —         | MPC                           |
| 259222     | 2003 BY22  | 25 jan 2003 | Palomar       | NEAT                | —         | MPC                           |
| 259223     | 2003 BQ23  | 25 jan 2003 | Palomar       | NEAT                | Phocaea   | MPC                           |
| 259224     | 2003 BJ24  | 25 jan 2003 | Palomar       | NEAT                | —         | MPC                           |
| 259225     | 2003 BK26  | 26 jan 2003 | Palomar       | NEAT                | —         | MPC                           |
| 259226     | 2003 BB27  | 26 jan 2003 | Anderson Mesa | LONEOS              | Phocaea   | MPC                           |
| 259227     | 2003 BO27  | 26 jan 2003 | Anderson Mesa | LONEOS              | —         | MPC                           |
| 259228     | 2003 BP28  | 26 jan 2003 | Haleakala     | NEAT                | —         | MPC                           |
| 259229     | 2003 BR29  | 27 jan 2003 | Socorro       | LINEAR              | —         | MPC                           |
| 259230     | 2003 BS36  | 27 jan 2003 | Socorro       | LINEAR              | —         | MPC                           |
| 259231     | 2003 BM38  | 27 jan 2003 | Anderson Mesa | LONEOS              | Eos       | MPC                           |
| 259232     | 2003 BM44  | 27 jan 2003 | Socorro       | LINEAR              | —         | MPC                           |
| 259233     | 2003 BA45  | 27 jan 2003 | Palomar       | NEAT                | —         | MPC                           |
| 259234     | 2003 BH51  | 27 jan 2003 | Socorro       | LINEAR              | —         | MPC                           |
| 259235     | 2003 BR51  | 27 jan 2003 | Socorro       | LINEAR              | —         | MPC                           |
| 259236     | 2003 BR52  | 27 jan 2003 | Socorro       | LINEAR              | —         | MPC                           |
| 259237     | 2003 BU53  | 27 jan 2003 | Anderson Mesa | LONEOS              | —         | MPC                           |
| 259238     | 2003 BX53  | 27 jan 2003 | Socorro       | LINEAR              | —         | MPC                           |
| 259239     | 2003 BT57  | 27 jan 2003 | Socorro       | LINEAR              | —         | MPC                           |
| 259240     | 2003 BG63  | 28 jan 2003 | Socorro       | LINEAR              | —         | MPC                           |
| 259241     | 2003 BG64  | 29 jan 2003 | Palomar       | NEAT                | —         | MPC                           |
| 259242     | 2003 BE67  | 30 jan 2003 | Haleakala     | NEAT                | —         | MPC                           |
| 259243     | 2003 BF67  | 30 jan 2003 | Haleakala     | NEAT                | —         | MPC                           |
| 259244     | 2003 BJ67  | 30 jan 2003 | Haleakala     | NEAT                | —         | MPC                           |
| 259245     | 2003 BX71  | 28 jan 2003 | Socorro       | LINEAR              | —         | MPC                           |
| 259246     | 2003 BS74  | 29 jan 2003 | Palomar       | NEAT                | —         | MPC                           |
| 259247     | 2003 BS76  | 29 jan 2003 | Palomar       | NEAT                | —         | MPC                           |
| 259248     | 2003 BB78  | 30 jan 2003 | Haleakala     | NEAT                | —         | MPC                           |
| 259249     | 2003 BD85  | 31 jan 2003 | Socorro       | LINEAR              | —         | MPC                           |
| 259250     | 2003 BQ87  | 27 jan 2003 | Anderson Mesa | LONEOS              | —         | MPC                           |
| 259251     | 2003 BK93  | 29 jan 2003 | Palomar       | NEAT                | —         | MPC                           |
| 259252     | 2003 BW93  | 16 jan 2003 | Palomar       | NEAT                | —         | MPC                           |
| 259253     | 2003 CY    | 1 fev 2003  | Socorro       | LINEAR              | Juno      | MPC                           |
| 259254     | 2003 CD2   | 1 fev 2003  | Anderson Mesa | LONEOS              | —         | MPC                           |
| 259255     | 2003 CF3   | 2 fev 2003  | Haleakala     | NEAT                | —         | MPC                           |
| 259256     | 2003 CD4   | 1 fev 2003  | Socorro       | LINEAR              | —         | MPC                           |
| 259257     | 2003 CN5   | 1 fev 2003  | Socorro       | LINEAR              | —         | MPC                           |
| 259258     | 2003 CG6   | 1 fev 2003  | Socorro       | LINEAR              | Juno      | MPC                           |
| 259259     | 2003 CU6   | 1 fev 2003  | Socorro       | LINEAR              | —         | MPC                           |
| 259260     | 2003 CS9   | 2 fev 2003  | Socorro       | LINEAR              | —         | MPC                           |
| 259261     | 2003 CZ9   | 2 fev 2003  | Socorro       | LINEAR              | —         | MPC                           |
| 259262     | 2003 CZ10  | 3 fev 2003  | Haleakala     | NEAT                | —         | MPC                           |
| 259263     | 2003 CC12  | 2 fev 2003  | Palomar       | NEAT                | —         | MPC                           |
| 259264     | 2003 CQ12  | 2 fev 2003  | Palomar       | NEAT                | —         | MPC                           |
| 259265     | 2003 CN13  | 4 fev 2003  | Anderson Mesa | LONEOS              | Phocaea   | MPC                           |
| 259266     | 2003 CS13  | 4 fev 2003  | Anderson Mesa | LONEOS              | —         | MPC                           |
| 259267     | 2003 CT15  | 6 fev 2003  | Palomar       | NEAT                | Juno      | MPC                           |
| 259268     | 2003 CL16  | 7 fev 2003  | Desert Eagle  | W. K. Y. Yeung      | —         | MPC                           |
| 259269     | 2003 CE19  | 10 fev 2003 | Socorro       | LINEAR              | —         | MPC                           |
| 259270     | 2003 CF20  | 8 fev 2003  | Socorro       | LINEAR              | —         | MPC                           |
| 259271     | 2003 CC25  | 11 fev 2003 | Socorro       | LINEAR              | —         | MPC                           |
| 259272     | 2003 CE25  | 1 fev 2003  | Palomar       | NEAT                | —         | MPC                           |
| 259273     | 2003 DW2   | 22 fev 2003 | Kitt Peak     | Spacewatch          | —         | MPC                           |
| 259274     | 2003 DT4   | 22 fev 2003 | Essen         | Walter Hohmann Obs. | —         | MPC                           |
| 259275     | 2003 DK10  | 24 fev 2003 | Haleakala     | NEAT                | —         | MPC                           |
| 259276     | 2003 DN15  | 26 fev 2003 | Haleakala     | NEAT                | —         | MPC                           |
| 259277     | 2003 DX17  | 19 fev 2003 | Palomar       | NEAT                | —         | MPC                           |
| 259278     | 2003 DV19  | 22 fev 2003 | Palomar       | NEAT                | —         | MPC                           |
| 259279     | 2003 DQ24  | 23 fev 2003 | Anderson Mesa | LONEOS              | —         | MPC                           |
| 259280     | 2003 DX24  | 21 fev 2003 | Palomar       | NEAT                | —         | MPC                           |
| 259281     | 2003 EL    | 2 mar 2003  | Socorro       | LINEAR              | —         | MPC                           |
| 259282     | 2003 EV2   | 5 mar 2003  | Socorro       | LINEAR              | —         | MPC                           |
| 259283     | 2003 EP5   | 5 mar 2003  | Socorro       | LINEAR              | —         | MPC                           |
| 259284     | 2003 ER6   | 6 mar 2003  | Anderson Mesa | LONEOS              | —         | MPC                           |
| 259285     | 2003 EV18  | 6 mar 2003  | Anderson Mesa | LONEOS              | —         | MPC                           |
| 259286     | 2003 EJ20  | 6 mar 2003  | Anderson Mesa | LONEOS              | —         | MPC                           |
| 259287     | 2003 ED21  | 6 mar 2003  | Anderson Mesa | LONEOS              | —         | MPC                           |
| 259288     | 2003 EW24  | 6 mar 2003  | Socorro       | LINEAR              | —         | MPC                           |
| 259289     | 2003 ED31  | 6 mar 2003  | Palomar       | NEAT                | —         | MPC                           |
| 259290     | 2003 EP31  | 7 mar 2003  | Socorro       | LINEAR              | —         | MPC                           |
| 259291     | 2003 ET35  | 7 mar 2003  | Anderson Mesa | LONEOS              | —         | MPC                           |
| 259292     | 2003 EY37  | 8 mar 2003  | Anderson Mesa | LONEOS              | —         | MPC                           |
| 259293     | 2003 EB38  | 8 mar 2003  | Anderson Mesa | LONEOS              | —         | MPC                           |
| 259294     | 2003 EB39  | 8 mar 2003  | Kitt Peak     | Spacewatch          | —         | MPC                           |
| 259295     | 2003 EU39  | 8 mar 2003  | Socorro       | LINEAR              | —         | MPC                           |
| 259296     | 2003 EL41  | 9 mar 2003  | Socorro       | LINEAR              | —         | MPC                           |
| 259297     | 2003 EF45  | 7 mar 2003  | Socorro       | LINEAR              | —         | MPC                           |
| 259298     | 2003 ED49  | 10 mar 2003 | Socorro       | LINEAR              | —         | MPC                           |
| 259299     | 2003 EQ51  | 9 mar 2003  | Socorro       | LINEAR              | —         | MPC                           |
| 259300     | 2003 EE57  | 9 mar 2003  | Anderson Mesa | LONEOS              | —         | MPC                           |

## 259301–259400
| Designação    | Designação | Descoberta  | Descoberta       | Descobridor(es)    | Categoria | Mais informações / Referência |
| Permanente    | Provisória | Data        | Local            | Descobridor(es)    | Categoria | Mais informações / Referência |
| ------------- | ---------- | ----------- | ---------------- | ------------------ | --------- | ----------------------------- |
| 259301        | 2003 ED58  | 9 mar 2003  | Palomar          | NEAT               | Phocaea   | MPC                           |
| 259302        | 2003 EH58  | 12 mar 2003 | Socorro          | LINEAR             | —         | MPC                           |
| 259303        | 2003 EM58  | 12 mar 2003 | Palomar          | NEAT               | —         | MPC                           |
| 259304        | 2003 EQ58  | 10 mar 2003 | Anderson Mesa    | LONEOS             | —         | MPC                           |
| 259305        | 2003 EG62  | 3 mar 2003  | Socorro          | LINEAR             | —         | MPC                           |
| 259306        | 2003 EA63  | 8 mar 2003  | Kitt Peak        | Spacewatch         | —         | MPC                           |
| 259307        | 2003 EF63  | 6 mar 2003  | Anderson Mesa    | LONEOS             | —         | MPC                           |
| 259308        | 2003 FY1   | 23 mar 2003 | Kleť             | J. Tichá, M. Tichý | —         | MPC                           |
| 259309        | 2003 FB2   | 23 mar 2003 | Kleť             | J. Tichá, M. Tichý | —         | MPC                           |
| 259310        | 2003 FG8   | 21 mar 2003 | Bergisch Gladbac | W. Bickel          | —         | MPC                           |
| 259311        | 2003 FL20  | 23 mar 2003 | Palomar          | NEAT               | —         | MPC                           |
| 259312        | 2003 FH29  | 25 mar 2003 | Palomar          | NEAT               | —         | MPC                           |
| 259313        | 2003 FX30  | 31 mar 2003 | Anderson Mesa    | LONEOS             | —         | MPC                           |
| 259314        | 2003 FB36  | 23 mar 2003 | Kitt Peak        | Spacewatch         | —         | MPC                           |
| 259315        | 2003 FU37  | 23 mar 2003 | Kitt Peak        | Spacewatch         | —         | MPC                           |
| 259316        | 2003 FJ38  | 23 mar 2003 | Kitt Peak        | Spacewatch         | Vesta     | MPC                           |
| 259317        | 2003 FA40  | 24 mar 2003 | Kitt Peak        | Spacewatch         | —         | MPC                           |
| 259318        | 2003 FW47  | 24 mar 2003 | Kitt Peak        | Spacewatch         | —         | MPC                           |
| 259319        | 2003 FL61  | 26 mar 2003 | Palomar          | NEAT               | —         | MPC                           |
| 259320        | 2003 FW62  | 26 mar 2003 | Palomar          | NEAT               | —         | MPC                           |
| 259321        | 2003 FM65  | 26 mar 2003 | Palomar          | NEAT               | —         | MPC                           |
| 259322        | 2003 FJ66  | 26 mar 2003 | Palomar          | NEAT               | —         | MPC                           |
| 259323        | 2003 FN68  | 26 mar 2003 | Palomar          | NEAT               | —         | MPC                           |
| 259324        | 2003 FV71  | 26 mar 2003 | Haleakala        | NEAT               | —         | MPC                           |
| 259325        | 2003 FB72  | 26 mar 2003 | Haleakala        | NEAT               | Phocaea   | MPC                           |
| 259326        | 2003 FY74  | 26 mar 2003 | Palomar          | NEAT               | —         | MPC                           |
| 259327        | 2003 FD91  | 29 mar 2003 | Anderson Mesa    | LONEOS             | —         | MPC                           |
| 259328        | 2003 FG94  | 29 mar 2003 | Anderson Mesa    | LONEOS             | —         | MPC                           |
| 259329        | 2003 FT94  | 29 mar 2003 | Anderson Mesa    | LONEOS             | —         | MPC                           |
| 259330        | 2003 FE95  | 30 mar 2003 | Anderson Mesa    | LONEOS             | Brangane  | MPC                           |
| 259331        | 2003 FY97  | 30 mar 2003 | Kitt Peak        | Spacewatch         | —         | MPC                           |
| 259332        | 2003 FH108 | 30 mar 2003 | Palomar          | NEAT               | —         | MPC                           |
| 259333        | 2003 FC111 | 31 mar 2003 | Socorro          | LINEAR             | —         | MPC                           |
| 259334        | 2003 FD111 | 31 mar 2003 | Socorro          | LINEAR             | —         | MPC                           |
| 259335        | 2003 FV116 | 24 mar 2003 | Kitt Peak        | Spacewatch         | —         | MPC                           |
| 259336        | 2003 FU118 | 26 mar 2003 | Anderson Mesa    | LONEOS             | Brangane  | MPC                           |
| 259337        | 2003 FK120 | 23 mar 2003 | Kitt Peak        | Spacewatch         | —         | MPC                           |
| 259338        | 2003 FY121 | 27 mar 2003 | Palomar          | NEAT               | —         | MPC                           |
| 259339        | 2003 FD130 | 24 mar 2003 | Kitt Peak        | Spacewatch         | —         | MPC                           |
| 259340        | 2003 FK130 | 31 mar 2003 | Kitt Peak        | Spacewatch         | —         | MPC                           |
| 259341        | 2003 FB132 | 31 mar 2003 | Kitt Peak        | Spacewatch         | —         | MPC                           |
| 259342        | 2003 FB133 | 24 mar 2003 | Kitt Peak        | Spacewatch         | Vesta     | MPC                           |
| 259343        | 2003 FK133 | 27 mar 2003 | Kitt Peak        | Spacewatch         | Vesta     | MPC                           |
| 259344 Paré   | 2003 GQ    | 2 abr 2003  | Saint-Sulpice    | B. Christophe      | —         | MPC                           |
| 259345        | 2003 GJ14  | 1 abr 2003  | Socorro          | LINEAR             | —         | MPC                           |
| 259346        | 2003 GO22  | 4 abr 2003  | Haleakala        | NEAT               | Phocaea   | MPC                           |
| 259347        | 2003 GD24  | 5 abr 2003  | Kitt Peak        | Spacewatch         | Brangane  | MPC                           |
| 259348        | 2003 GN24  | 7 abr 2003  | Kitt Peak        | Spacewatch         | —         | MPC                           |
| 259349        | 2003 GB26  | 4 abr 2003  | Kitt Peak        | Spacewatch         | —         | MPC                           |
| 259350        | 2003 GD27  | 6 abr 2003  | Kitt Peak        | Spacewatch         | Brangane  | MPC                           |
| 259351        | 2003 GZ31  | 8 abr 2003  | Socorro          | LINEAR             | —         | MPC                           |
| 259352        | 2003 GG34  | 5 abr 2003  | Anderson Mesa    | LONEOS             | —         | MPC                           |
| 259353        | 2003 GT41  | 9 abr 2003  | Kitt Peak        | Spacewatch         | —         | MPC                           |
| 259354        | 2003 GQ44  | 9 abr 2003  | Haleakala        | NEAT               | —         | MPC                           |
| 259355        | 2003 GQ45  | 8 abr 2003  | Palomar          | NEAT               | —         | MPC                           |
| 259356        | 2003 GT45  | 8 abr 2003  | Palomar          | NEAT               | —         | MPC                           |
| 259357        | 2003 GH46  | 8 abr 2003  | Palomar          | NEAT               | Vesta     | MPC                           |
| 259358        | 2003 GP50  | 6 abr 2003  | Anderson Mesa    | LONEOS             | —         | MPC                           |
| 259359        | 2003 GQ51  | 10 abr 2003 | Socorro          | LINEAR             | —         | MPC                           |
| 259360        | 2003 GA57  | 5 abr 2003  | Kitt Peak        | Spacewatch         | Vesta     | MPC                           |
| 259361        | 2003 GJ57  | 11 abr 2003 | Kitt Peak        | Spacewatch         | Vesta     | MPC                           |
| 259362        | 2003 HH2   | 25 abr 2003 | Socorro          | LINEAR             | Juno      | MPC                           |
| 259363        | 2003 HJ2   | 25 abr 2003 | Socorro          | LINEAR             | —         | MPC                           |
| 259364        | 2003 HU3   | 24 abr 2003 | Anderson Mesa    | LONEOS             | —         | MPC                           |
| 259365        | 2003 HE10  | 25 abr 2003 | Kitt Peak        | Spacewatch         | —         | MPC                           |
| 259366        | 2003 HL11  | 23 abr 2003 | Campo Imperatore | CINEOS             | —         | MPC                           |
| 259367        | 2003 HP11  | 24 abr 2003 | Anderson Mesa    | LONEOS             | —         | MPC                           |
| 259368        | 2003 HZ11  | 25 abr 2003 | Anderson Mesa    | LONEOS             | —         | MPC                           |
| 259369        | 2003 HM13  | 24 abr 2003 | Kitt Peak        | Spacewatch         | —         | MPC                           |
| 259370        | 2003 HQ14  | 26 abr 2003 | Haleakala        | NEAT               | Vesta     | MPC                           |
| 259371        | 2003 HK16  | 24 abr 2003 | Socorro          | LINEAR             | Juno      | MPC                           |
| 259372        | 2003 HR17  | 25 abr 2003 | Kitt Peak        | Spacewatch         | —         | MPC                           |
| 259373        | 2003 HA25  | 25 abr 2003 | Kitt Peak        | Spacewatch         | Brangane  | MPC                           |
| 259374        | 2003 HQ26  | 27 abr 2003 | Socorro          | LINEAR             | —         | MPC                           |
| 259375        | 2003 HT26  | 27 abr 2003 | Anderson Mesa    | LONEOS             | —         | MPC                           |
| 259376        | 2003 HG27  | 27 abr 2003 | Anderson Mesa    | LONEOS             | —         | MPC                           |
| 259377        | 2003 HQ38  | 29 abr 2003 | Haleakala        | NEAT               | —         | MPC                           |
| 259378        | 2003 HF49  | 30 abr 2003 | Haleakala        | NEAT               | —         | MPC                           |
| 259379        | 2003 HS50  | 28 abr 2003 | Socorro          | LINEAR             | —         | MPC                           |
| 259380        | 2003 HE51  | 29 abr 2003 | Kitt Peak        | Spacewatch         | —         | MPC                           |
| 259381        | 2003 HL53  | 30 abr 2003 | Goodricke-Pigott | J. W. Kessel       | —         | MPC                           |
| 259382        | 2003 HA55  | 25 abr 2003 | Kitt Peak        | Spacewatch         | —         | MPC                           |
| 259383        | 2003 JH8   | 2 mai 2003  | Socorro          | LINEAR             | —         | MPC                           |
| 259384        | 2003 JX10  | 4 mai 2003  | Kleť             | J. Tichá, M. Tichý | —         | MPC                           |
| 259385        | 2003 KC5   | 22 mai 2003 | Kitt Peak        | Spacewatch         | —         | MPC                           |
| 259386        | 2003 KJ7   | 23 mai 2003 | Kitt Peak        | Spacewatch         | —         | MPC                           |
| 259387 Atauta | 2003 KT13  | 25 mai 2003 | Sierra Nevada    | A. Sota            | —         | MPC                           |
| 259388        | 2003 LL    | 1 jun 2003  | Kitt Peak        | Spacewatch         | —         | MPC                           |
| 259389        | 2003 MX8   | 28 jun 2003 | Socorro          | LINEAR             | —         | MPC                           |
| 259390        | 2003 NG7   | 7 jul 2003  | Reedy Creek      | J. Broughton       | —         | MPC                           |
| 259391        | 2003 OY1   | 22 jul 2003 | Haleakala        | NEAT               | —         | MPC                           |
| 259392        | 2003 OY6   | 23 jul 2003 | Palomar          | NEAT               | —         | MPC                           |
| 259393        | 2003 OA7   | 23 jul 2003 | Palomar          | NEAT               | —         | MPC                           |
| 259394        | 2003 OK11  | 20 jul 2003 | Palomar          | NEAT               | —         | MPC                           |
| 259395        | 2003 PD2   | 2 ago 2003  | Haleakala        | NEAT               | —         | MPC                           |
| 259396        | 2003 QH    | 18 ago 2003 | Campo Imperatore | CINEOS             | —         | MPC                           |
| 259397        | 2003 QF2   | 20 ago 2003 | Socorro          | LINEAR             | —         | MPC                           |
| 259398        | 2003 QT2   | 19 ago 2003 | Campo Imperatore | CINEOS             | —         | MPC                           |
| 259399        | 2003 QG5   | 20 ago 2003 | Campo Imperatore | CINEOS             | —         | MPC                           |
| 259400        | 2003 QZ5   | 19 ago 2003 | Campo Imperatore | CINEOS             | —         | MPC                           |

## 259401–259500
| Designação | Designação | Descoberta  | Descoberta       | Descobridor(es)    | Categoria | Mais informações / Referência |
| Permanente | Provisória | Data        | Local            | Descobridor(es)    | Categoria | Mais informações / Referência |
| ---------- | ---------- | ----------- | ---------------- | ------------------ | --------- | ----------------------------- |
| 259401     | 2003 QZ8   | 20 ago 2003 | Campo Imperatore | CINEOS             | Brangane  | MPC                           |
| 259402     | 2003 QU22  | 20 ago 2003 | Palomar          | NEAT               | Ursula    | MPC                           |
| 259403     | 2003 QL24  | 21 ago 2003 | Campo Imperatore | CINEOS             | —         | MPC                           |
| 259404     | 2003 QG26  | 22 ago 2003 | Haleakala        | NEAT               | —         | MPC                           |
| 259405     | 2003 QQ46  | 24 ago 2003 | Črni Vrh         | Črni Vrh           | —         | MPC                           |
| 259406     | 2003 QE50  | 22 ago 2003 | Palomar          | NEAT               | —         | MPC                           |
| 259407     | 2003 QJ51  | 22 ago 2003 | Palomar          | NEAT               | —         | MPC                           |
| 259408     | 2003 QG54  | 23 ago 2003 | Socorro          | LINEAR             | —         | MPC                           |
| 259409     | 2003 QF65  | 23 ago 2003 | Palomar          | NEAT               | —         | MPC                           |
| 259410     | 2003 QJ65  | 23 ago 2003 | Palomar          | NEAT               | —         | MPC                           |
| 259411     | 2003 QE70  | 23 ago 2003 | Palomar          | NEAT               | —         | MPC                           |
| 259412     | 2003 QB72  | 26 ago 2003 | Socorro          | LINEAR             | —         | MPC                           |
| 259413     | 2003 QX72  | 24 ago 2003 | Socorro          | LINEAR             | —         | MPC                           |
| 259414     | 2003 QW73  | 26 ago 2003 | Črni Vrh         | H. Mikuž           | —         | MPC                           |
| 259415     | 2003 QB76  | 24 ago 2003 | Socorro          | LINEAR             | —         | MPC                           |
| 259416     | 2003 QK77  | 24 ago 2003 | Socorro          | LINEAR             | —         | MPC                           |
| 259417     | 2003 QV86  | 25 ago 2003 | Socorro          | LINEAR             | —         | MPC                           |
| 259418     | 2003 QX101 | 29 ago 2003 | Haleakala        | NEAT               | —         | MPC                           |
| 259419     | 2003 QN102 | 31 ago 2003 | Kitt Peak        | Spacewatch         | —         | MPC                           |
| 259420     | 2003 QJ105 | 31 ago 2003 | Haleakala        | NEAT               | —         | MPC                           |
| 259421     | 2003 QU105 | 30 ago 2003 | Kitt Peak        | Spacewatch         | —         | MPC                           |
| 259422     | 2003 RE3   | 1 set 2003  | Socorro          | LINEAR             | —         | MPC                           |
| 259423     | 2003 RD7   | 4 set 2003  | Socorro          | LINEAR             | Brangane  | MPC                           |
| 259424     | 2003 RP17  | 14 set 2003 | Palomar          | NEAT               | —         | MPC                           |
| 259425     | 2003 RZ20  | 15 set 2003 | Anderson Mesa    | LONEOS             | Pallas    | MPC                           |
| 259426     | 2003 SK    | 16 set 2003 | Palomar          | NEAT               | —         | MPC                           |
| 259427     | 2003 SN    | 16 set 2003 | Kitt Peak        | Spacewatch         | —         | MPC                           |
| 259428     | 2003 SP4   | 16 set 2003 | Palomar          | NEAT               | —         | MPC                           |
| 259429     | 2003 SA5   | 16 set 2003 | Kitt Peak        | Spacewatch         | —         | MPC                           |
| 259430     | 2003 SN6   | 17 set 2003 | Palomar          | NEAT               | —         | MPC                           |
| 259431     | 2003 SW10  | 17 set 2003 | Kitt Peak        | Spacewatch         | —         | MPC                           |
| 259432     | 2003 SA11  | 17 set 2003 | Kitt Peak        | Spacewatch         | —         | MPC                           |
| 259433     | 2003 SE17  | 18 set 2003 | Campo Imperatore | CINEOS             | —         | MPC                           |
| 259434     | 2003 ST22  | 16 set 2003 | Kitt Peak        | Spacewatch         | —         | MPC                           |
| 259435     | 2003 SQ23  | 17 set 2003 | Kitt Peak        | Spacewatch         | —         | MPC                           |
| 259436     | 2003 SO28  | 18 set 2003 | Palomar          | NEAT               | —         | MPC                           |
| 259437     | 2003 SY28  | 18 set 2003 | Palomar          | NEAT               | —         | MPC                           |
| 259438     | 2003 SJ30  | 18 set 2003 | Palomar          | NEAT               | —         | MPC                           |
| 259439     | 2003 SM30  | 18 set 2003 | Kitt Peak        | Spacewatch         | —         | MPC                           |
| 259440     | 2003 SM33  | 16 set 2003 | Anderson Mesa    | LONEOS             | —         | MPC                           |
| 259441     | 2003 SH37  | 16 set 2003 | Palomar          | NEAT               | —         | MPC                           |
| 259442     | 2003 SL39  | 16 set 2003 | Palomar          | NEAT               | —         | MPC                           |
| 259443     | 2003 SZ41  | 17 set 2003 | Palomar          | NEAT               | —         | MPC                           |
| 259444     | 2003 SH43  | 16 set 2003 | Anderson Mesa    | LONEOS             | —         | MPC                           |
| 259445     | 2003 SS49  | 18 set 2003 | Palomar          | NEAT               | —         | MPC                           |
| 259446     | 2003 SD51  | 18 set 2003 | Palomar          | NEAT               | —         | MPC                           |
| 259447     | 2003 SU51  | 18 set 2003 | Palomar          | NEAT               | —         | MPC                           |
| 259448     | 2003 SQ54  | 16 set 2003 | Anderson Mesa    | LONEOS             | Ursula    | MPC                           |
| 259449     | 2003 SF58  | 17 set 2003 | Anderson Mesa    | LONEOS             | —         | MPC                           |
| 259450     | 2003 SK68  | 17 set 2003 | Kitt Peak        | Spacewatch         | Brangane  | MPC                           |
| 259451     | 2003 SP68  | 17 set 2003 | Kitt Peak        | Spacewatch         | —         | MPC                           |
| 259452     | 2003 SQ70  | 17 set 2003 | Haleakala        | NEAT               | —         | MPC                           |
| 259453     | 2003 SD73  | 18 set 2003 | Kitt Peak        | Spacewatch         | —         | MPC                           |
| 259454     | 2003 ST77  | 19 set 2003 | Kitt Peak        | Spacewatch         | —         | MPC                           |
| 259455     | 2003 SU82  | 18 set 2003 | Kitt Peak        | Spacewatch         | —         | MPC                           |
| 259456     | 2003 SH88  | 18 set 2003 | Campo Imperatore | CINEOS             | —         | MPC                           |
| 259457     | 2003 SY88  | 18 set 2003 | Anderson Mesa    | LONEOS             | —         | MPC                           |
| 259458     | 2003 SJ90  | 18 set 2003 | Socorro          | LINEAR             | —         | MPC                           |
| 259459     | 2003 SY95  | 19 set 2003 | Palomar          | NEAT               | —         | MPC                           |
| 259460     | 2003 SZ100 | 20 set 2003 | Socorro          | LINEAR             | —         | MPC                           |
| 259461     | 2003 SN101 | 20 set 2003 | Palomar          | NEAT               | —         | MPC                           |
| 259462     | 2003 SB104 | 20 set 2003 | Socorro          | LINEAR             | —         | MPC                           |
| 259463     | 2003 SS107 | 20 set 2003 | Palomar          | NEAT               | —         | MPC                           |
| 259464     | 2003 SN117 | 16 set 2003 | Kitt Peak        | Spacewatch         | —         | MPC                           |
| 259465     | 2003 SM123 | 18 set 2003 | Palomar          | NEAT               | —         | MPC                           |
| 259466     | 2003 SP123 | 18 set 2003 | Palomar          | NEAT               | —         | MPC                           |
| 259467     | 2003 SD142 | 20 set 2003 | Socorro          | LINEAR             | —         | MPC                           |
| 259468     | 2003 SW143 | 21 set 2003 | Socorro          | LINEAR             | —         | MPC                           |
| 259469     | 2003 SQ145 | 20 set 2003 | Socorro          | LINEAR             | —         | MPC                           |
| 259470     | 2003 SD151 | 17 set 2003 | Socorro          | LINEAR             | —         | MPC                           |
| 259471     | 2003 SD154 | 19 set 2003 | Anderson Mesa    | LONEOS             | —         | MPC                           |
| 259472     | 2003 SA168 | 23 set 2003 | Haleakala        | NEAT               | —         | MPC                           |
| 259473     | 2003 SS169 | 23 set 2003 | Haleakala        | NEAT               | —         | MPC                           |
| 259474     | 2003 SX169 | 23 set 2003 | Haleakala        | NEAT               | —         | MPC                           |
| 259475     | 2003 SR173 | 18 set 2003 | Palomar          | NEAT               | Ursula    | MPC                           |
| 259476     | 2003 SW179 | 19 set 2003 | Socorro          | LINEAR             | —         | MPC                           |
| 259477     | 2003 SM184 | 21 set 2003 | Kitt Peak        | Spacewatch         | —         | MPC                           |
| 259478     | 2003 SU186 | 22 set 2003 | Anderson Mesa    | LONEOS             | —         | MPC                           |
| 259479     | 2003 SZ198 | 21 set 2003 | Anderson Mesa    | LONEOS             | —         | MPC                           |
| 259480     | 2003 SN200 | 25 set 2003 | Črni Vrh         | H. Mikuž           | —         | MPC                           |
| 259481     | 2003 SY200 | 25 set 2003 | Kleť             | J. Tichá, M. Tichý | —         | MPC                           |
| 259482     | 2003 SU202 | 22 set 2003 | Anderson Mesa    | LONEOS             | —         | MPC                           |
| 259483     | 2003 SZ210 | 23 set 2003 | Palomar          | NEAT               | Brangane  | MPC                           |
| 259484     | 2003 SF212 | 25 set 2003 | Palomar          | NEAT               | —         | MPC                           |
| 259485     | 2003 SS215 | 24 set 2003 | Palomar          | NEAT               | —         | MPC                           |
| 259486     | 2003 SH220 | 27 set 2003 | Desert Eagle     | W. K. Y. Yeung     | —         | MPC                           |
| 259487     | 2003 SZ221 | 26 set 2003 | Socorro          | LINEAR             | —         | MPC                           |
| 259488     | 2003 SK224 | 25 set 2003 | Bergisch Gladbac | W. Bickel          | —         | MPC                           |
| 259489     | 2003 ST227 | 27 set 2003 | Socorro          | LINEAR             | —         | MPC                           |
| 259490     | 2003 SW228 | 26 set 2003 | Socorro          | LINEAR             | —         | MPC                           |
| 259491     | 2003 SD229 | 27 set 2003 | Kitt Peak        | Spacewatch         | —         | MPC                           |
| 259492     | 2003 SE230 | 24 set 2003 | Palomar          | NEAT               | —         | MPC                           |
| 259493     | 2003 SE233 | 25 set 2003 | Palomar          | NEAT               | —         | MPC                           |
| 259494     | 2003 SQ237 | 26 set 2003 | Socorro          | LINEAR             | —         | MPC                           |
| 259495     | 2003 SJ247 | 26 set 2003 | Socorro          | LINEAR             | —         | MPC                           |
| 259496     | 2003 ST250 | 26 set 2003 | Socorro          | LINEAR             | —         | MPC                           |
| 259497     | 2003 SV252 | 27 set 2003 | Socorro          | LINEAR             | —         | MPC                           |
| 259498     | 2003 SB257 | 28 set 2003 | Kitt Peak        | Spacewatch         | —         | MPC                           |
| 259499     | 2003 SR258 | 28 set 2003 | Kitt Peak        | Spacewatch         | —         | MPC                           |
| 259500     | 2003 SS262 | 28 set 2003 | Socorro          | LINEAR             | —         | MPC                           |

## 259501–259600
| Designação | Designação | Descoberta  | Descoberta       | Descobridor(es)     | Categoria | Mais informações / Referência |
| Permanente | Provisória | Data        | Local            | Descobridor(es)     | Categoria | Mais informações / Referência |
| ---------- | ---------- | ----------- | ---------------- | ------------------- | --------- | ----------------------------- |
| 259501     | 2003 SP277 | 30 set 2003 | Socorro          | LINEAR              | —         | MPC                           |
| 259502     | 2003 SL284 | 20 set 2003 | Socorro          | LINEAR              | —         | MPC                           |
| 259503     | 2003 SG286 | 21 set 2003 | Palomar          | NEAT                | —         | MPC                           |
| 259504     | 2003 SD290 | 28 set 2003 | Anderson Mesa    | LONEOS              | —         | MPC                           |
| 259505     | 2003 SB300 | 17 set 2003 | Palomar          | NEAT                | —         | MPC                           |
| 259506     | 2003 SC301 | 17 set 2003 | Palomar          | NEAT                | —         | MPC                           |
| 259507     | 2003 SL308 | 29 set 2003 | Anderson Mesa    | LONEOS              | —         | MPC                           |
| 259508     | 2003 SF324 | 17 set 2003 | Kitt Peak        | Spacewatch          | —         | MPC                           |
| 259509     | 2003 SL331 | 26 set 2003 | Apache Point     | SDSS                | —         | MPC                           |
| 259510     | 2003 SB332 | 27 set 2003 | Apache Point     | SDSS                | —         | MPC                           |
| 259511     | 2003 SU333 | 26 set 2003 | Apache Point     | SDSS                | —         | MPC                           |
| 259512     | 2003 SD336 | 26 set 2003 | Apache Point     | SDSS                | —         | MPC                           |
| 259513     | 2003 SC339 | 26 set 2003 | Apache Point     | SDSS                | —         | MPC                           |
| 259514     | 2003 SK401 | 26 set 2003 | Apache Point     | SDSS                | —         | MPC                           |
| 259515     | 2003 SM404 | 27 set 2003 | Apache Point     | SDSS                | —         | MPC                           |
| 259516     | 2003 SL431 | 26 set 2003 | Apache Point     | SDSS                | —         | MPC                           |
| 259517     | 2003 TM13  | 14 out 2003 | Anderson Mesa    | LONEOS              | —         | MPC                           |
| 259518     | 2003 TV14  | 14 out 2003 | Anderson Mesa    | LONEOS              | —         | MPC                           |
| 259519     | 2003 TA17  | 14 out 2003 | Anderson Mesa    | LONEOS              | Mitidika  | MPC                           |
| 259520     | 2003 TN28  | 1 out 2003  | Kitt Peak        | Spacewatch          | —         | MPC                           |
| 259521     | 2003 TV43  | 2 out 2003  | Kitt Peak        | Spacewatch          | —         | MPC                           |
| 259522     | 2003 TM49  | 3 out 2003  | Kitt Peak        | Spacewatch          | —         | MPC                           |
| 259523     | 2003 UA24  | 23 out 2003 | Junk Bond        | Junk Bond Obs.      | Juno      | MPC                           |
| 259524     | 2003 UQ29  | 21 out 2003 | Fountain Hills   | Fountain Hills Obs. | —         | MPC                           |
| 259525     | 2003 UH35  | 16 out 2003 | Kitt Peak        | Spacewatch          | —         | MPC                           |
| 259526     | 2003 UL40  | 16 out 2003 | Kitt Peak        | Spacewatch          | —         | MPC                           |
| 259527     | 2003 UH41  | 16 out 2003 | Haleakala        | NEAT                | —         | MPC                           |
| 259528     | 2003 UV42  | 17 out 2003 | Kitt Peak        | Spacewatch          | —         | MPC                           |
| 259529     | 2003 US47  | 25 out 2003 | Kitt Peak        | Spacewatch          | —         | MPC                           |
| 259530     | 2003 UF51  | 18 out 2003 | Palomar          | NEAT                | —         | MPC                           |
| 259531     | 2003 UL53  | 18 out 2003 | Palomar          | NEAT                | —         | MPC                           |
| 259532     | 2003 UK61  | 16 out 2003 | Anderson Mesa    | LONEOS              | —         | MPC                           |
| 259533     | 2003 UY61  | 16 out 2003 | Anderson Mesa    | LONEOS              | —         | MPC                           |
| 259534     | 2003 UL62  | 16 out 2003 | Anderson Mesa    | LONEOS              | —         | MPC                           |
| 259535     | 2003 UW62  | 16 out 2003 | Palomar          | NEAT                | —         | MPC                           |
| 259536     | 2003 UV63  | 16 out 2003 | Anderson Mesa    | LONEOS              | —         | MPC                           |
| 259537     | 2003 UT74  | 17 out 2003 | Kitt Peak        | Spacewatch          | —         | MPC                           |
| 259538     | 2003 UV78  | 18 out 2003 | Kitt Peak        | Spacewatch          | —         | MPC                           |
| 259539     | 2003 UL79  | 19 out 2003 | Anderson Mesa    | LONEOS              | —         | MPC                           |
| 259540     | 2003 UR79  | 19 out 2003 | Kitt Peak        | Spacewatch          | Mitidika  | MPC                           |
| 259541     | 2003 UW83  | 18 out 2003 | Palomar          | NEAT                | —         | MPC                           |
| 259542     | 2003 UW86  | 18 out 2003 | Palomar          | NEAT                | —         | MPC                           |
| 259543     | 2003 US95  | 18 out 2003 | Kitt Peak        | Spacewatch          | —         | MPC                           |
| 259544     | 2003 UN98  | 19 out 2003 | Anderson Mesa    | LONEOS              | —         | MPC                           |
| 259545     | 2003 UQ98  | 19 out 2003 | Anderson Mesa    | LONEOS              | —         | MPC                           |
| 259546     | 2003 UX101 | 20 out 2003 | Socorro          | LINEAR              | —         | MPC                           |
| 259547     | 2003 UW109 | 19 out 2003 | Kitt Peak        | Spacewatch          | —         | MPC                           |
| 259548     | 2003 UZ121 | 19 out 2003 | Socorro          | LINEAR              | —         | MPC                           |
| 259549     | 2003 UL125 | 20 out 2003 | Socorro          | LINEAR              | —         | MPC                           |
| 259550     | 2003 UZ127 | 21 out 2003 | Kitt Peak        | Spacewatch          | —         | MPC                           |
| 259551     | 2003 UF135 | 21 out 2003 | Anderson Mesa    | LONEOS              | —         | MPC                           |
| 259552     | 2003 UR139 | 16 out 2003 | Anderson Mesa    | LONEOS              | —         | MPC                           |
| 259553     | 2003 UO144 | 18 out 2003 | Anderson Mesa    | LONEOS              | —         | MPC                           |
| 259554     | 2003 UE145 | 18 out 2003 | Anderson Mesa    | LONEOS              | —         | MPC                           |
| 259555     | 2003 UL147 | 18 out 2003 | Anderson Mesa    | LONEOS              | —         | MPC                           |
| 259556     | 2003 UN148 | 19 out 2003 | Anderson Mesa    | LONEOS              | —         | MPC                           |
| 259557     | 2003 UF153 | 21 out 2003 | Palomar          | NEAT                | —         | MPC                           |
| 259558     | 2003 UV155 | 20 out 2003 | Kitt Peak        | Spacewatch          | —         | MPC                           |
| 259559     | 2003 UD158 | 20 out 2003 | Kitt Peak        | Spacewatch          | —         | MPC                           |
| 259560     | 2003 UH158 | 20 out 2003 | Palomar          | NEAT                | —         | MPC                           |
| 259561     | 2003 UG162 | 21 out 2003 | Socorro          | LINEAR              | —         | MPC                           |
| 259562     | 2003 UZ162 | 21 out 2003 | Socorro          | LINEAR              | —         | MPC                           |
| 259563     | 2003 UD165 | 21 out 2003 | Palomar          | NEAT                | —         | MPC                           |
| 259564     | 2003 UX165 | 21 out 2003 | Kitt Peak        | Spacewatch          | —         | MPC                           |
| 259565     | 2003 UF167 | 22 out 2003 | Socorro          | LINEAR              | —         | MPC                           |
| 259566     | 2003 UO170 | 22 out 2003 | Kitt Peak        | Spacewatch          | —         | MPC                           |
| 259567     | 2003 UJ173 | 20 out 2003 | Palomar          | NEAT                | —         | MPC                           |
| 259568     | 2003 UH177 | 21 out 2003 | Palomar          | NEAT                | —         | MPC                           |
| 259569     | 2003 UC180 | 21 out 2003 | Socorro          | LINEAR              | —         | MPC                           |
| 259570     | 2003 UC181 | 21 out 2003 | Socorro          | LINEAR              | —         | MPC                           |
| 259571     | 2003 UW184 | 21 out 2003 | Kitt Peak        | Spacewatch          | —         | MPC                           |
| 259572     | 2003 UA185 | 21 out 2003 | Palomar          | NEAT                | —         | MPC                           |
| 259573     | 2003 UA186 | 22 out 2003 | Socorro          | LINEAR              | —         | MPC                           |
| 259574     | 2003 UT186 | 22 out 2003 | Kitt Peak        | Spacewatch          | —         | MPC                           |
| 259575     | 2003 UF187 | 22 out 2003 | Palomar          | NEAT                | —         | MPC                           |
| 259576     | 2003 UQ188 | 22 out 2003 | Kitt Peak        | Spacewatch          | —         | MPC                           |
| 259577     | 2003 UK193 | 20 out 2003 | Kitt Peak        | Spacewatch          | Ursula    | MPC                           |
| 259578     | 2003 UO197 | 21 out 2003 | Anderson Mesa    | LONEOS              | —         | MPC                           |
| 259579     | 2003 UH202 | 21 out 2003 | Socorro          | LINEAR              | —         | MPC                           |
| 259580     | 2003 UQ208 | 22 out 2003 | Kitt Peak        | Spacewatch          | Mitidika  | MPC                           |
| 259581     | 2003 UF211 | 23 out 2003 | Kitt Peak        | Spacewatch          | —         | MPC                           |
| 259582     | 2003 UH214 | 24 out 2003 | Socorro          | LINEAR              | —         | MPC                           |
| 259583     | 2003 UT217 | 21 out 2003 | Socorro          | LINEAR              | Ursula    | MPC                           |
| 259584     | 2003 UH218 | 21 out 2003 | Socorro          | LINEAR              | —         | MPC                           |
| 259585     | 2003 UG220 | 21 out 2003 | Kitt Peak        | Spacewatch          | —         | MPC                           |
| 259586     | 2003 UM220 | 21 out 2003 | Kitt Peak        | Spacewatch          | —         | MPC                           |
| 259587     | 2003 UX229 | 23 out 2003 | Anderson Mesa    | LONEOS              | —         | MPC                           |
| 259588     | 2003 UF232 | 24 out 2003 | Kitt Peak        | Spacewatch          | Mitidika  | MPC                           |
| 259589     | 2003 UV235 | 22 out 2003 | Kitt Peak        | Spacewatch          | —         | MPC                           |
| 259590     | 2003 UA238 | 23 out 2003 | Haleakala        | NEAT                | —         | MPC                           |
| 259591     | 2003 UV244 | 24 out 2003 | Kitt Peak        | Spacewatch          | Pallas    | MPC                           |
| 259592     | 2003 UX244 | 24 out 2003 | Kitt Peak        | Spacewatch          | Ursula    | MPC                           |
| 259593     | 2003 UZ244 | 24 out 2003 | Kitt Peak        | Spacewatch          | —         | MPC                           |
| 259594     | 2003 UM248 | 25 out 2003 | Kitt Peak        | Spacewatch          | —         | MPC                           |
| 259595     | 2003 UX250 | 25 out 2003 | Socorro          | LINEAR              | —         | MPC                           |
| 259596     | 2003 UZ259 | 25 out 2003 | Kitt Peak        | Spacewatch          | —         | MPC                           |
| 259597     | 2003 UQ268 | 28 out 2003 | Socorro          | LINEAR              | —         | MPC                           |
| 259598     | 2003 UE270 | 23 out 2003 | Bergisch Gladbac | W. Bickel           | —         | MPC                           |
| 259599     | 2003 UO272 | 29 out 2003 | Socorro          | LINEAR              | —         | MPC                           |
| 259600     | 2003 UU272 | 29 out 2003 | Socorro          | LINEAR              | —         | MPC                           |

## 259601–259700
| Designação | Designação | Descoberta  | Descoberta    | Descobridor(es) | Categoria | Mais informações / Referência |
| Permanente | Provisória | Data        | Local         | Descobridor(es) | Categoria | Mais informações / Referência |
| ---------- | ---------- | ----------- | ------------- | --------------- | --------- | ----------------------------- |
| 259601     | 2003 UF274 | 30 out 2003 | Socorro       | LINEAR          | —         | MPC                           |
| 259602     | 2003 UO274 | 30 out 2003 | Socorro       | LINEAR          | —         | MPC                           |
| 259603     | 2003 UZ276 | 30 out 2003 | Socorro       | LINEAR          | —         | MPC                           |
| 259604     | 2003 UW279 | 27 out 2003 | Kitt Peak     | Spacewatch      | —         | MPC                           |
| 259605     | 2003 UK280 | 27 out 2003 | Socorro       | LINEAR          | —         | MPC                           |
| 259606     | 2003 UW282 | 29 out 2003 | Anderson Mesa | LONEOS          | —         | MPC                           |
| 259607     | 2003 UB283 | 29 out 2003 | Anderson Mesa | LONEOS          | —         | MPC                           |
| 259608     | 2003 UW289 | 23 out 2003 | Kitt Peak     | M. W. Buie      | —         | MPC                           |
| 259609     | 2003 UN291 | 24 out 2003 | Kitt Peak     | M. W. Buie      | —         | MPC                           |
| 259610     | 2003 US296 | 16 out 2003 | Kitt Peak     | Spacewatch      | —         | MPC                           |
| 259611     | 2003 UU331 | 18 out 2003 | Apache Point  | SDSS            | —         | MPC                           |
| 259612     | 2003 US367 | 21 out 2003 | Kitt Peak     | Spacewatch      | —         | MPC                           |
| 259613     | 2003 UR375 | 22 out 2003 | Apache Point  | SDSS            | —         | MPC                           |
| 259614     | 2003 UO380 | 22 out 2003 | Apache Point  | SDSS            | —         | MPC                           |
| 259615     | 2003 VZ2   | 14 nov 2003 | Wrightwood    | J. W. Young     | —         | MPC                           |
| 259616     | 2003 VC6   | 14 nov 2003 | Palomar       | NEAT            | —         | MPC                           |
| 259617     | 2003 VL6   | 15 nov 2003 | Palomar       | NEAT            | —         | MPC                           |
| 259618     | 2003 VA8   | 15 nov 2003 | Junk Bond     | D. Healy        | —         | MPC                           |
| 259619     | 2003 VM11  | 15 nov 2003 | Palomar       | NEAT            | —         | MPC                           |
| 259620     | 2003 WX    | 16 nov 2003 | Catalina      | CSS             | —         | MPC                           |
| 259621     | 2003 WY    | 16 nov 2003 | Catalina      | CSS             | —         | MPC                           |
| 259622     | 2003 WU2   | 16 nov 2003 | Catalina      | CSS             | —         | MPC                           |
| 259623     | 2003 WP16  | 18 nov 2003 | Palomar       | NEAT            | —         | MPC                           |
| 259624     | 2003 WN20  | 19 nov 2003 | Socorro       | LINEAR          | —         | MPC                           |
| 259625     | 2003 WS25  | 20 nov 2003 | Kitt Peak     | Spacewatch      | —         | MPC                           |
| 259626     | 2003 WB29  | 18 nov 2003 | Palomar       | NEAT            | —         | MPC                           |
| 259627     | 2003 WU31  | 18 nov 2003 | Palomar       | NEAT            | —         | MPC                           |
| 259628     | 2003 WM32  | 18 nov 2003 | Kitt Peak     | Spacewatch      | —         | MPC                           |
| 259629     | 2003 WK33  | 18 nov 2003 | Kitt Peak     | Spacewatch      | —         | MPC                           |
| 259630     | 2003 WB34  | 19 nov 2003 | Kitt Peak     | Spacewatch      | —         | MPC                           |
| 259631     | 2003 WF34  | 19 nov 2003 | Kitt Peak     | Spacewatch      | —         | MPC                           |
| 259632     | 2003 WZ34  | 19 nov 2003 | Kitt Peak     | Spacewatch      | —         | MPC                           |
| 259633     | 2003 WB35  | 19 nov 2003 | Kitt Peak     | Spacewatch      | —         | MPC                           |
| 259634     | 2003 WF36  | 19 nov 2003 | Kitt Peak     | Spacewatch      | —         | MPC                           |
| 259635     | 2003 WY38  | 19 nov 2003 | Kitt Peak     | Spacewatch      | —         | MPC                           |
| 259636     | 2003 WV40  | 19 nov 2003 | Kitt Peak     | Spacewatch      | —         | MPC                           |
| 259637     | 2003 WY41  | 20 nov 2003 | Socorro       | LINEAR          | —         | MPC                           |
| 259638     | 2003 WA42  | 20 nov 2003 | Needville     | Needville Obs.  | —         | MPC                           |
| 259639     | 2003 WF45  | 19 nov 2003 | Palomar       | NEAT            | —         | MPC                           |
| 259640     | 2003 WQ48  | 19 nov 2003 | Kitt Peak     | Spacewatch      | —         | MPC                           |
| 259641     | 2003 WG60  | 18 nov 2003 | Palomar       | NEAT            | —         | MPC                           |
| 259642     | 2003 WS64  | 19 nov 2003 | Kitt Peak     | Spacewatch      | —         | MPC                           |
| 259643     | 2003 WB74  | 20 nov 2003 | Socorro       | LINEAR          | —         | MPC                           |
| 259644     | 2003 WH79  | 20 nov 2003 | Socorro       | LINEAR          | —         | MPC                           |
| 259645     | 2003 WJ81  | 20 nov 2003 | Socorro       | LINEAR          | —         | MPC                           |
| 259646     | 2003 WB82  | 19 nov 2003 | Socorro       | LINEAR          | —         | MPC                           |
| 259647     | 2003 WX82  | 20 nov 2003 | Palomar       | NEAT            | —         | MPC                           |
| 259648     | 2003 WR89  | 16 nov 2003 | Kitt Peak     | Spacewatch      | —         | MPC                           |
| 259649     | 2003 WU92  | 19 nov 2003 | Anderson Mesa | LONEOS          | —         | MPC                           |
| 259650     | 2003 WH103 | 21 nov 2003 | Socorro       | LINEAR          | —         | MPC                           |
| 259651     | 2003 WY103 | 21 nov 2003 | Socorro       | LINEAR          | —         | MPC                           |
| 259652     | 2003 WL106 | 21 nov 2003 | Socorro       | LINEAR          | —         | MPC                           |
| 259653     | 2003 WS114 | 20 nov 2003 | Socorro       | LINEAR          | —         | MPC                           |
| 259654     | 2003 WC116 | 20 nov 2003 | Socorro       | LINEAR          | —         | MPC                           |
| 259655     | 2003 WX116 | 20 nov 2003 | Socorro       | LINEAR          | —         | MPC                           |
| 259656     | 2003 WH117 | 20 nov 2003 | Socorro       | LINEAR          | —         | MPC                           |
| 259657     | 2003 WY117 | 20 nov 2003 | Socorro       | LINEAR          | —         | MPC                           |
| 259658     | 2003 WG118 | 20 nov 2003 | Socorro       | LINEAR          | —         | MPC                           |
| 259659     | 2003 WU124 | 20 nov 2003 | Socorro       | LINEAR          | —         | MPC                           |
| 259660     | 2003 WS129 | 21 nov 2003 | Palomar       | NEAT            | —         | MPC                           |
| 259661     | 2003 WO131 | 21 nov 2003 | Palomar       | NEAT            | —         | MPC                           |
| 259662     | 2003 WG134 | 21 nov 2003 | Socorro       | LINEAR          | —         | MPC                           |
| 259663     | 2003 WE136 | 21 nov 2003 | Socorro       | LINEAR          | —         | MPC                           |
| 259664     | 2003 WH138 | 21 nov 2003 | Socorro       | LINEAR          | —         | MPC                           |
| 259665     | 2003 WW138 | 21 nov 2003 | Socorro       | LINEAR          | —         | MPC                           |
| 259666     | 2003 WU143 | 20 nov 2003 | Socorro       | LINEAR          | —         | MPC                           |
| 259667     | 2003 WZ145 | 21 nov 2003 | Socorro       | LINEAR          | —         | MPC                           |
| 259668     | 2003 WM147 | 23 nov 2003 | Kitt Peak     | Spacewatch      | —         | MPC                           |
| 259669     | 2003 WZ162 | 30 nov 2003 | Kitt Peak     | Spacewatch      | —         | MPC                           |
| 259670     | 2003 WM164 | 30 nov 2003 | Kitt Peak     | Spacewatch      | —         | MPC                           |
| 259671     | 2003 WW164 | 30 nov 2003 | Kitt Peak     | Spacewatch      | —         | MPC                           |
| 259672     | 2003 WL165 | 1 out 1999  | Kitt Peak     | Spacewatch      | —         | MPC                           |
| 259673     | 2003 WR170 | 21 nov 2003 | Catalina      | CSS             | —         | MPC                           |
| 259674     | 2003 WG182 | 22 nov 2003 | Kitt Peak     | M. W. Buie      | —         | MPC                           |
| 259675     | 2003 XF2   | 1 dez 2003  | Socorro       | LINEAR          | —         | MPC                           |
| 259676     | 2003 XK3   | 1 dez 2003  | Socorro       | LINEAR          | —         | MPC                           |
| 259677     | 2003 XC8   | 4 dez 2003  | Socorro       | LINEAR          | —         | MPC                           |
| 259678     | 2003 XF8   | 4 dez 2003  | Socorro       | LINEAR          | —         | MPC                           |
| 259679     | 2003 XO10  | 1 dez 2003  | Socorro       | LINEAR          | —         | MPC                           |
| 259680     | 2003 XC11  | 13 dez 2003 | Wrightwood    | J. W. Young     | —         | MPC                           |
| 259681     | 2003 XG13  | 14 dez 2003 | Kitt Peak     | Spacewatch      | —         | MPC                           |
| 259682     | 2003 XV13  | 14 dez 2003 | Palomar       | NEAT            | —         | MPC                           |
| 259683     | 2003 XE15  | 15 dez 2003 | Junk Bond     | Junk Bond Obs.  | —         | MPC                           |
| 259684     | 2003 XU16  | 14 dez 2003 | Kitt Peak     | Spacewatch      | —         | MPC                           |
| 259685     | 2003 XS18  | 15 dez 2003 | Palomar       | NEAT            | —         | MPC                           |
| 259686     | 2003 XY18  | 14 dez 2003 | Kitt Peak     | Spacewatch      | —         | MPC                           |
| 259687     | 2003 XA20  | 14 dez 2003 | Kitt Peak     | Spacewatch      | —         | MPC                           |
| 259688     | 2003 XN21  | 14 dez 2003 | Kitt Peak     | Spacewatch      | —         | MPC                           |
| 259689     | 2003 XW36  | 3 dez 2003  | Socorro       | LINEAR          | —         | MPC                           |
| 259690     | 2003 XS38  | 4 dez 2003  | Socorro       | LINEAR          | —         | MPC                           |
| 259691     | 2003 YV2   | 18 dez 2003 | Socorro       | LINEAR          | —         | MPC                           |
| 259692     | 2003 YG9   | 16 dez 2003 | Kitt Peak     | Spacewatch      | —         | MPC                           |
| 259693     | 2003 YG11  | 17 dez 2003 | Socorro       | LINEAR          | —         | MPC                           |
| 259694     | 2003 YD17  | 17 dez 2003 | Kitt Peak     | Spacewatch      | —         | MPC                           |
| 259695     | 2003 YL17  | 17 dez 2003 | Kitt Peak     | Spacewatch      | —         | MPC                           |
| 259696     | 2003 YB20  | 17 dez 2003 | Kitt Peak     | Spacewatch      | —         | MPC                           |
| 259697     | 2003 YC21  | 17 dez 2003 | Kitt Peak     | Spacewatch      | Mitidika  | MPC                           |
| 259698     | 2003 YJ23  | 17 dez 2003 | Kitt Peak     | Spacewatch      | —         | MPC                           |
| 259699     | 2003 YY28  | 17 dez 2003 | Kitt Peak     | Spacewatch      | —         | MPC                           |
| 259700     | 2003 YD31  | 18 dez 2003 | Socorro       | LINEAR          | —         | MPC                           |

## 259701–259800
| Designação | Designação | Descoberta  | Descoberta    | Descobridor(es) | Categoria | Mais informações / Referência |
| Permanente | Provisória | Data        | Local         | Descobridor(es) | Categoria | Mais informações / Referência |
| ---------- | ---------- | ----------- | ------------- | --------------- | --------- | ----------------------------- |
| 259701     | 2003 YA33  | 16 dez 2003 | Catalina      | CSS             | —         | MPC                           |
| 259702     | 2003 YL34  | 18 dez 2003 | Socorro       | LINEAR          | —         | MPC                           |
| 259703     | 2003 YP34  | 18 dez 2003 | Socorro       | LINEAR          | —         | MPC                           |
| 259704     | 2003 YX35  | 19 dez 2003 | Kitt Peak     | Spacewatch      | —         | MPC                           |
| 259705     | 2003 YO40  | 19 dez 2003 | Kitt Peak     | Spacewatch      | —         | MPC                           |
| 259706     | 2003 YP42  | 19 dez 2003 | Kitt Peak     | Spacewatch      | Mitidika  | MPC                           |
| 259707     | 2003 YN43  | 19 dez 2003 | Socorro       | LINEAR          | —         | MPC                           |
| 259708     | 2003 YV44  | 19 dez 2003 | Kitt Peak     | Spacewatch      | —         | MPC                           |
| 259709     | 2003 YP47  | 18 dez 2003 | Socorro       | LINEAR          | —         | MPC                           |
| 259710     | 2003 YH50  | 18 dez 2003 | Socorro       | LINEAR          | —         | MPC                           |
| 259711     | 2003 YL54  | 19 dez 2003 | Socorro       | LINEAR          | —         | MPC                           |
| 259712     | 2003 YW55  | 19 dez 2003 | Socorro       | LINEAR          | —         | MPC                           |
| 259713     | 2003 YH60  | 19 dez 2003 | Kitt Peak     | Spacewatch      | —         | MPC                           |
| 259714     | 2003 YB62  | 19 dez 2003 | Socorro       | LINEAR          | —         | MPC                           |
| 259715     | 2003 YF62  | 19 dez 2003 | Socorro       | LINEAR          | —         | MPC                           |
| 259716     | 2003 YN64  | 19 dez 2003 | Socorro       | LINEAR          | —         | MPC                           |
| 259717     | 2003 YS72  | 18 dez 2003 | Socorro       | LINEAR          | —         | MPC                           |
| 259718     | 2003 YT73  | 18 dez 2003 | Kitt Peak     | Spacewatch      | —         | MPC                           |
| 259719     | 2003 YL75  | 18 dez 2003 | Socorro       | LINEAR          | —         | MPC                           |
| 259720     | 2003 YV79  | 18 dez 2003 | Socorro       | LINEAR          | —         | MPC                           |
| 259721     | 2003 YC86  | 19 dez 2003 | Socorro       | LINEAR          | —         | MPC                           |
| 259722     | 2003 YE87  | 19 dez 2003 | Socorro       | LINEAR          | —         | MPC                           |
| 259723     | 2003 YG87  | 19 dez 2003 | Socorro       | LINEAR          | —         | MPC                           |
| 259724     | 2003 YQ88  | 19 dez 2003 | Socorro       | LINEAR          | —         | MPC                           |
| 259725     | 2003 YB90  | 19 dez 2003 | Kitt Peak     | Spacewatch      | —         | MPC                           |
| 259726     | 2003 YV93  | 21 dez 2003 | Socorro       | LINEAR          | —         | MPC                           |
| 259727     | 2003 YC94  | 21 dez 2003 | Kitt Peak     | Spacewatch      | —         | MPC                           |
| 259728     | 2003 YM96  | 19 dez 2003 | Socorro       | LINEAR          | —         | MPC                           |
| 259729     | 2003 YN96  | 19 dez 2003 | Socorro       | LINEAR          | —         | MPC                           |
| 259730     | 2003 YN97  | 19 dez 2003 | Socorro       | LINEAR          | Mitidika  | MPC                           |
| 259731     | 2003 YK101 | 19 dez 2003 | Socorro       | LINEAR          | Phocaea   | MPC                           |
| 259732     | 2003 YS102 | 19 dez 2003 | Socorro       | LINEAR          | —         | MPC                           |
| 259733     | 2003 YR104 | 21 dez 2003 | Kitt Peak     | Spacewatch      | —         | MPC                           |
| 259734     | 2003 YK112 | 23 dez 2003 | Socorro       | LINEAR          | —         | MPC                           |
| 259735     | 2003 YU112 | 23 dez 2003 | Socorro       | LINEAR          | —         | MPC                           |
| 259736     | 2003 YP114 | 25 dez 2003 | Haleakala     | NEAT            | —         | MPC                           |
| 259737     | 2003 YB128 | 27 dez 2003 | Socorro       | LINEAR          | —         | MPC                           |
| 259738     | 2003 YC135 | 28 dez 2003 | Socorro       | LINEAR          | —         | MPC                           |
| 259739     | 2003 YT150 | 29 dez 2003 | Catalina      | CSS             | —         | MPC                           |
| 259740     | 2003 YD152 | 29 dez 2003 | Socorro       | LINEAR          | —         | MPC                           |
| 259741     | 2003 YF155 | 30 dez 2003 | Socorro       | LINEAR          | —         | MPC                           |
| 259742     | 2003 YU159 | 17 dez 2003 | Socorro       | LINEAR          | —         | MPC                           |
| 259743     | 2003 YK162 | 17 dez 2003 | Anderson Mesa | LONEOS          | —         | MPC                           |
| 259744     | 2003 YT166 | 17 dez 2003 | Kitt Peak     | Spacewatch      | —         | MPC                           |
| 259745     | 2003 YB168 | 18 dez 2003 | Socorro       | LINEAR          | —         | MPC                           |
| 259746     | 2003 YP168 | 18 dez 2003 | Socorro       | LINEAR          | —         | MPC                           |
| 259747     | 2003 YT168 | 18 dez 2003 | Socorro       | LINEAR          | —         | MPC                           |
| 259748     | 2003 YM170 | 18 dez 2003 | Kitt Peak     | Spacewatch      | —         | MPC                           |
| 259749     | 2003 YR171 | 18 dez 2003 | Kitt Peak     | Spacewatch      | —         | MPC                           |
| 259750     | 2003 YG180 | 17 dez 2003 | Socorro       | LINEAR          | —         | MPC                           |
| 259751     | 2003 YK181 | 25 dez 2003 | Apache Point  | SDSS            | —         | MPC                           |
| 259752     | 2003 YQ181 | 21 dez 2003 | Kitt Peak     | Spacewatch      | Mitidika  | MPC                           |
| 259753     | 2004 AY    | 5 jan 2004  | Socorro       | LINEAR          | —         | MPC                           |
| 259754     | 2004 AZ3   | 13 jan 2004 | Anderson Mesa | LONEOS          | —         | MPC                           |
| 259755     | 2004 AZ4   | 13 jan 2004 | Anderson Mesa | LONEOS          | —         | MPC                           |
| 259756     | 2004 AU7   | 13 jan 2004 | Anderson Mesa | LONEOS          | —         | MPC                           |
| 259757     | 2004 AO8   | 15 jan 2004 | Kitt Peak     | Spacewatch      | —         | MPC                           |
| 259758     | 2004 AY8   | 14 jan 2004 | Palomar       | NEAT            | —         | MPC                           |
| 259759     | 2004 AJ9   | 14 jan 2004 | Palomar       | NEAT            | —         | MPC                           |
| 259760     | 2004 AF23  | 15 jan 2004 | Kitt Peak     | Spacewatch      | —         | MPC                           |
| 259761     | 2004 BE1   | 16 jan 2004 | Kitt Peak     | Spacewatch      | —         | MPC                           |
| 259762     | 2004 BX2   | 16 jan 2004 | Palomar       | NEAT            | Mitidika  | MPC                           |
| 259763     | 2004 BR4   | 16 jan 2004 | Palomar       | NEAT            | —         | MPC                           |
| 259764     | 2004 BY4   | 16 jan 2004 | Palomar       | NEAT            | —         | MPC                           |
| 259765     | 2004 BK5   | 16 jan 2004 | Kitt Peak     | Spacewatch      | —         | MPC                           |
| 259766     | 2004 BA6   | 16 jan 2004 | Kitt Peak     | Spacewatch      | Mitidika  | MPC                           |
| 259767     | 2004 BR7   | 16 jan 2004 | Kitt Peak     | Spacewatch      | —         | MPC                           |
| 259768     | 2004 BE12  | 16 jan 2004 | Palomar       | NEAT            | Mitidika  | MPC                           |
| 259769     | 2004 BV12  | 17 jan 2004 | Palomar       | NEAT            | —         | MPC                           |
| 259770     | 2004 BL20  | 16 jan 2004 | Palomar       | NEAT            | —         | MPC                           |
| 259771     | 2004 BK21  | 18 jan 2004 | Kitt Peak     | Spacewatch      | —         | MPC                           |
| 259772     | 2004 BM21  | 18 jan 2004 | Kitt Peak     | Spacewatch      | —         | MPC                           |
| 259773     | 2004 BN21  | 18 jan 2004 | Kitt Peak     | Spacewatch      | —         | MPC                           |
| 259774     | 2004 BU22  | 17 jan 2004 | Kitt Peak     | Spacewatch      | —         | MPC                           |
| 259775     | 2004 BN24  | 19 jan 2004 | Anderson Mesa | LONEOS          | —         | MPC                           |
| 259776     | 2004 BA27  | 21 jan 2004 | Socorro       | LINEAR          | —         | MPC                           |
| 259777     | 2004 BX27  | 18 jan 2004 | Palomar       | NEAT            | —         | MPC                           |
| 259778     | 2004 BH31  | 18 jan 2004 | Palomar       | NEAT            | —         | MPC                           |
| 259779     | 2004 BB32  | 19 jan 2004 | Kitt Peak     | Spacewatch      | —         | MPC                           |
| 259780     | 2004 BA35  | 19 jan 2004 | Kitt Peak     | Spacewatch      | —         | MPC                           |
| 259781     | 2004 BY36  | 19 jan 2004 | Kitt Peak     | Spacewatch      | —         | MPC                           |
| 259782     | 2004 BB40  | 21 jan 2004 | Socorro       | LINEAR          | —         | MPC                           |
| 259783     | 2004 BV40  | 21 jan 2004 | Socorro       | LINEAR          | —         | MPC                           |
| 259784     | 2004 BX41  | 19 jan 2004 | Catalina      | CSS             | —         | MPC                           |
| 259785     | 2004 BR43  | 22 jan 2004 | Socorro       | LINEAR          | —         | MPC                           |
| 259786     | 2004 BJ46  | 21 jan 2004 | Socorro       | LINEAR          | —         | MPC                           |
| 259787     | 2004 BU49  | 21 jan 2004 | Socorro       | LINEAR          | Mitidika  | MPC                           |
| 259788     | 2004 BX50  | 21 jan 2004 | Socorro       | LINEAR          | —         | MPC                           |
| 259789     | 2004 BB52  | 21 jan 2004 | Socorro       | LINEAR          | —         | MPC                           |
| 259790     | 2004 BH58  | 23 jan 2004 | Socorro       | LINEAR          | —         | MPC                           |
| 259791     | 2004 BD59  | 23 jan 2004 | Socorro       | LINEAR          | Phocaea   | MPC                           |
| 259792     | 2004 BK59  | 24 jan 2004 | Socorro       | LINEAR          | —         | MPC                           |
| 259793     | 2004 BM63  | 22 jan 2004 | Socorro       | LINEAR          | —         | MPC                           |
| 259794     | 2004 BU64  | 22 jan 2004 | Socorro       | LINEAR          | Mitidika  | MPC                           |
| 259795     | 2004 BK65  | 22 jan 2004 | Socorro       | LINEAR          | —         | MPC                           |
| 259796     | 2004 BH68  | 23 jan 2004 | Socorro       | LINEAR          | —         | MPC                           |
| 259797     | 2004 BX69  | 21 jan 2004 | Socorro       | LINEAR          | —         | MPC                           |
| 259798     | 2004 BT77  | 22 jan 2004 | Socorro       | LINEAR          | Mitidika  | MPC                           |
| 259799     | 2004 BH78  | 22 jan 2004 | Socorro       | LINEAR          | —         | MPC                           |
| 259800     | 2004 BV79  | 24 jan 2004 | Socorro       | LINEAR          | —         | MPC                           |

## 259801–259900
| Designação | Designação | Descoberta  | Descoberta       | Descobridor(es)       | Categoria | Mais informações / Referência |
| Permanente | Provisória | Data        | Local            | Descobridor(es)       | Categoria | Mais informações / Referência |
| ---------- | ---------- | ----------- | ---------------- | --------------------- | --------- | ----------------------------- |
| 259801     | 2004 BR81  | 26 jan 2004 | Anderson Mesa    | LONEOS                | Juno      | MPC                           |
| 259802     | 2004 BJ86  | 30 jan 2004 | Socorro          | LINEAR                | —         | MPC                           |
| 259803     | 2004 BH87  | 23 jan 2004 | Anderson Mesa    | LONEOS                | —         | MPC                           |
| 259804     | 2004 BU95  | 19 jan 2004 | Socorro          | LINEAR                | —         | MPC                           |
| 259805     | 2004 BW95  | 27 jan 2004 | Catalina         | CSS                   | —         | MPC                           |
| 259806     | 2004 BL99  | 27 jan 2004 | Kitt Peak        | Spacewatch            | —         | MPC                           |
| 259807     | 2004 BT99  | 27 jan 2004 | Kitt Peak        | Spacewatch            | —         | MPC                           |
| 259808     | 2004 BZ99  | 27 jan 2004 | Kitt Peak        | Spacewatch            | —         | MPC                           |
| 259809     | 2004 BZ100 | 28 jan 2004 | Kitt Peak        | Spacewatch            | Mitidika  | MPC                           |
| 259810     | 2004 BQ105 | 26 jan 2004 | Anderson Mesa    | LONEOS                | —         | MPC                           |
| 259811     | 2004 BO106 | 26 jan 2004 | Anderson Mesa    | LONEOS                | —         | MPC                           |
| 259812     | 2004 BC108 | 28 jan 2004 | Catalina         | CSS                   | —         | MPC                           |
| 259813     | 2004 BK109 | 28 jan 2004 | Catalina         | CSS                   | —         | MPC                           |
| 259814     | 2004 BT109 | 28 jan 2004 | Kitt Peak        | Spacewatch            | Mitidika  | MPC                           |
| 259815     | 2004 BN111 | 29 jan 2004 | Catalina         | CSS                   | —         | MPC                           |
| 259816     | 2004 BS114 | 29 jan 2004 | Anderson Mesa    | LONEOS                | —         | MPC                           |
| 259817     | 2004 BF117 | 28 jan 2004 | Catalina         | CSS                   | —         | MPC                           |
| 259818     | 2004 BT117 | 28 jan 2004 | Haleakala        | NEAT                  | —         | MPC                           |
| 259819     | 2004 BS120 | 31 jan 2004 | Socorro          | LINEAR                | Phocaea   | MPC                           |
| 259820     | 2004 BJ140 | 19 jan 2004 | Kitt Peak        | Spacewatch            | —         | MPC                           |
| 259821     | 2004 BV143 | 19 jan 2004 | Kitt Peak        | Spacewatch            | —         | MPC                           |
| 259822     | 2004 CN2   | 12 fev 2004 | Desert Eagle     | W. K. Y. Yeung        | —         | MPC                           |
| 259823     | 2004 CV3   | 10 fev 2004 | Palomar          | NEAT                  | —         | MPC                           |
| 259824     | 2004 CK4   | 10 fev 2004 | Palomar          | NEAT                  | —         | MPC                           |
| 259825     | 2004 CL4   | 10 fev 2004 | Palomar          | NEAT                  | —         | MPC                           |
| 259826     | 2004 CJ8   | 11 fev 2004 | Kitt Peak        | Spacewatch            | —         | MPC                           |
| 259827     | 2004 CO9   | 11 fev 2004 | Kitt Peak        | Spacewatch            | —         | MPC                           |
| 259828     | 2004 CO14  | 11 fev 2004 | Kitt Peak        | Spacewatch            | Mitidika  | MPC                           |
| 259829     | 2004 CV16  | 11 fev 2004 | Kitt Peak        | Spacewatch            | —         | MPC                           |
| 259830     | 2004 CO18  | 10 fev 2004 | Palomar          | NEAT                  | —         | MPC                           |
| 259831     | 2004 CD25  | 12 fev 2004 | Kitt Peak        | Spacewatch            | Mitidika  | MPC                           |
| 259832     | 2004 CE25  | 12 fev 2004 | Kitt Peak        | Spacewatch            | —         | MPC                           |
| 259833     | 2004 CZ26  | 11 fev 2004 | Palomar          | NEAT                  | Eos       | MPC                           |
| 259834     | 2004 CX30  | 12 fev 2004 | Kitt Peak        | Spacewatch            | —         | MPC                           |
| 259835     | 2004 CL31  | 12 fev 2004 | Kitt Peak        | Spacewatch            | —         | MPC                           |
| 259836     | 2004 CA33  | 12 fev 2004 | Kitt Peak        | Spacewatch            | —         | MPC                           |
| 259837     | 2004 CX39  | 12 fev 2004 | Desert Eagle     | W. K. Y. Yeung        | —         | MPC                           |
| 259838     | 2004 CC42  | 10 fev 2004 | Palomar          | NEAT                  | —         | MPC                           |
| 259839     | 2004 CF42  | 10 fev 2004 | Palomar          | NEAT                  | —         | MPC                           |
| 259840     | 2004 CY43  | 12 fev 2004 | Kitt Peak        | Spacewatch            | Mitidika  | MPC                           |
| 259841     | 2004 CS46  | 13 fev 2004 | Kitt Peak        | Spacewatch            | —         | MPC                           |
| 259842     | 2004 CC48  | 14 fev 2004 | Haleakala        | NEAT                  | —         | MPC                           |
| 259843     | 2004 CW51  | 12 fev 2004 | Palomar          | NEAT                  | —         | MPC                           |
| 259844     | 2004 CT52  | 13 fev 2004 | Goodricke-Pigott | Goodricke-Pigott Obs. | —         | MPC                           |
| 259845     | 2004 CN56  | 14 fev 2004 | Haleakala        | NEAT                  | —         | MPC                           |
| 259846     | 2004 CL59  | 10 fev 2004 | Palomar          | NEAT                  | —         | MPC                           |
| 259847     | 2004 CC61  | 11 fev 2004 | Kitt Peak        | Spacewatch            | —         | MPC                           |
| 259848     | 2004 CA70  | 11 fev 2004 | Palomar          | NEAT                  | —         | MPC                           |
| 259849     | 2004 CZ70  | 12 fev 2004 | Kitt Peak        | Spacewatch            | —         | MPC                           |
| 259850     | 2004 CR75  | 11 fev 2004 | Palomar          | NEAT                  | —         | MPC                           |
| 259851     | 2004 CZ79  | 11 fev 2004 | Palomar          | NEAT                  | —         | MPC                           |
| 259852     | 2004 CC83  | 12 fev 2004 | Kitt Peak        | Spacewatch            | —         | MPC                           |
| 259853     | 2004 CO83  | 12 fev 2004 | Kitt Peak        | Spacewatch            | —         | MPC                           |
| 259854     | 2004 CA86  | 14 fev 2004 | Kitt Peak        | Spacewatch            | —         | MPC                           |
| 259855     | 2004 CF86  | 14 fev 2004 | Kitt Peak        | Spacewatch            | Mitidika  | MPC                           |
| 259856     | 2004 CL86  | 14 fev 2004 | Kitt Peak        | Spacewatch            | —         | MPC                           |
| 259857     | 2004 CP86  | 14 fev 2004 | Kitt Peak        | Spacewatch            | —         | MPC                           |
| 259858     | 2004 CQ95  | 13 fev 2004 | Kitt Peak        | Spacewatch            | —         | MPC                           |
| 259859     | 2004 CV96  | 12 fev 2004 | Palomar          | NEAT                  | —         | MPC                           |
| 259860     | 2004 CZ96  | 13 fev 2004 | Palomar          | NEAT                  | —         | MPC                           |
| 259861     | 2004 CM98  | 14 fev 2004 | Catalina         | CSS                   | —         | MPC                           |
| 259862     | 2004 CG103 | 12 fev 2004 | Palomar          | NEAT                  | —         | MPC                           |
| 259863     | 2004 CQ103 | 12 fev 2004 | Palomar          | NEAT                  | —         | MPC                           |
| 259864     | 2004 CJ104 | 13 fev 2004 | Palomar          | NEAT                  | —         | MPC                           |
| 259865     | 2004 CR105 | 14 fev 2004 | Socorro          | LINEAR                | —         | MPC                           |
| 259866     | 2004 CD108 | 14 fev 2004 | Haleakala        | NEAT                  | —         | MPC                           |
| 259867     | 2004 CU113 | 13 fev 2004 | Anderson Mesa    | LONEOS                | —         | MPC                           |
| 259868     | 2004 CM114 | 15 fev 2004 | Socorro          | LINEAR                | Juno      | MPC                           |
| 259869     | 2004 CC117 | 11 fev 2004 | Kitt Peak        | Spacewatch            | Pallas    | MPC                           |
| 259870     | 2004 CY122 | 12 fev 2004 | Kitt Peak        | Spacewatch            | —         | MPC                           |
| 259871     | 2004 DP1   | 16 fev 2004 | Kitt Peak        | Spacewatch            | —         | MPC                           |
| 259872     | 2004 DD5   | 16 fev 2004 | Kitt Peak        | Spacewatch            | Phocaea   | MPC                           |
| 259873     | 2004 DD9   | 17 fev 2004 | Socorro          | LINEAR                | —         | MPC                           |
| 259874     | 2004 DT13  | 16 fev 2004 | Kitt Peak        | Spacewatch            | —         | MPC                           |
| 259875     | 2004 DT14  | 17 fev 2004 | Palomar          | NEAT                  | —         | MPC                           |
| 259876     | 2004 DO15  | 17 fev 2004 | Socorro          | LINEAR                | —         | MPC                           |
| 259877     | 2004 DR15  | 17 fev 2004 | Catalina         | CSS                   | —         | MPC                           |
| 259878     | 2004 DV15  | 17 fev 2004 | Socorro          | LINEAR                | —         | MPC                           |
| 259879     | 2004 DW20  | 17 fev 2004 | Socorro          | LINEAR                | —         | MPC                           |
| 259880     | 2004 DM21  | 17 fev 2004 | Catalina         | CSS                   | —         | MPC                           |
| 259881     | 2004 DJ23  | 18 fev 2004 | Catalina         | CSS                   | —         | MPC                           |
| 259882     | 2004 DN24  | 19 fev 2004 | Socorro          | LINEAR                | —         | MPC                           |
| 259883     | 2004 DK26  | 16 fev 2004 | Kitt Peak        | Spacewatch            | —         | MPC                           |
| 259884     | 2004 DA28  | 16 fev 2004 | Kitt Peak        | Spacewatch            | —         | MPC                           |
| 259885     | 2004 DV29  | 17 fev 2004 | Socorro          | LINEAR                | —         | MPC                           |
| 259886     | 2004 DX32  | 18 fev 2004 | Socorro          | LINEAR                | —         | MPC                           |
| 259887     | 2004 DH34  | 18 fev 2004 | Haleakala        | NEAT                  | —         | MPC                           |
| 259888     | 2004 DG36  | 19 fev 2004 | Socorro          | LINEAR                | Eos       | MPC                           |
| 259889     | 2004 DD40  | 17 fev 2004 | Kitt Peak        | Spacewatch            | —         | MPC                           |
| 259890     | 2004 DZ41  | 19 fev 2004 | Socorro          | LINEAR                | —         | MPC                           |
| 259891     | 2004 DJ47  | 19 fev 2004 | Socorro          | LINEAR                | Mitidika  | MPC                           |
| 259892     | 2004 DX47  | 19 fev 2004 | Socorro          | LINEAR                | —         | MPC                           |
| 259893     | 2004 DJ52  | 25 fev 2004 | Socorro          | LINEAR                | —         | MPC                           |
| 259894     | 2004 DV52  | 25 fev 2004 | Socorro          | LINEAR                | —         | MPC                           |
| 259895     | 2004 DT56  | 22 fev 2004 | Kitt Peak        | Spacewatch            | —         | MPC                           |
| 259896     | 2004 DN58  | 23 fev 2004 | Socorro          | LINEAR                | —         | MPC                           |
| 259897     | 2004 DR58  | 23 fev 2004 | Socorro          | LINEAR                | —         | MPC                           |
| 259898     | 2004 DE66  | 23 fev 2004 | Socorro          | LINEAR                | Mitidika  | MPC                           |
| 259899     | 2004 DC74  | 17 fev 2004 | Kitt Peak        | Spacewatch            | —         | MPC                           |
| 259900     | 2004 DJ76  | 17 fev 2004 | Kitt Peak        | Spacewatch            | Mitidika  | MPC                           |

## 259901–260000
| Designação     | Designação | Descoberta  | Descoberta       | Descobridor(es)       | Categoria | Mais informações / Referência |
| Permanente     | Provisória | Data        | Local            | Descobridor(es)       | Categoria | Mais informações / Referência |
| -------------- | ---------- | ----------- | ---------------- | --------------------- | --------- | ----------------------------- |
| 259901         | 2004 EL    | 11 mar 2004 | Emerald Lane     | L. Ball               | —         | MPC                           |
| 259902         | 2004 EH2   | 12 mar 2004 | Palomar          | NEAT                  | —         | MPC                           |
| 259903         | 2004 ES3   | 10 mar 2004 | Palomar          | NEAT                  | —         | MPC                           |
| 259904         | 2004 EL7   | 12 mar 2004 | Palomar          | NEAT                  | —         | MPC                           |
| 259905 Vougeot | 2004 EO9   | 14 mar 2004 | Vicques          | M. Ory                | —         | MPC                           |
| 259906         | 2004 EG10  | 14 mar 2004 | Catalina         | CSS                   | —         | MPC                           |
| 259907         | 2004 EH12  | 11 mar 2004 | Palomar          | NEAT                  | —         | MPC                           |
| 259908         | 2004 EW13  | 11 mar 2004 | Palomar          | NEAT                  | —         | MPC                           |
| 259909         | 2004 ES16  | 12 mar 2004 | Palomar          | NEAT                  | —         | MPC                           |
| 259910         | 2004 ET16  | 12 mar 2004 | Palomar          | NEAT                  | —         | MPC                           |
| 259911         | 2004 EF17  | 12 mar 2004 | Palomar          | NEAT                  | —         | MPC                           |
| 259912         | 2004 EV17  | 12 mar 2004 | Palomar          | NEAT                  | —         | MPC                           |
| 259913         | 2004 EG19  | 14 mar 2004 | Kitt Peak        | Spacewatch            | —         | MPC                           |
| 259914         | 2004 EW22  | 15 mar 2004 | Kitt Peak        | Spacewatch            | —         | MPC                           |
| 259915         | 2004 EP23  | 15 mar 2004 | Socorro          | LINEAR                | —         | MPC                           |
| 259916         | 2004 ES23  | 15 mar 2004 | Socorro          | LINEAR                | —         | MPC                           |
| 259917         | 2004 EJ24  | 15 mar 2004 | Črni Vrh         | Črni Vrh              | —         | MPC                           |
| 259918         | 2004 EO24  | 14 mar 2004 | Socorro          | LINEAR                | —         | MPC                           |
| 259919         | 2004 EG25  | 10 mar 2004 | Palomar          | NEAT                  | —         | MPC                           |
| 259920         | 2004 EZ25  | 13 mar 2004 | Palomar          | NEAT                  | Mitidika  | MPC                           |
| 259921         | 2004 EW29  | 15 mar 2004 | Kitt Peak        | Spacewatch            | —         | MPC                           |
| 259922         | 2004 EV32  | 15 mar 2004 | Palomar          | NEAT                  | —         | MPC                           |
| 259923         | 2004 EB33  | 15 mar 2004 | Palomar          | NEAT                  | Phocaea   | MPC                           |
| 259924         | 2004 EE33  | 15 mar 2004 | Palomar          | NEAT                  | —         | MPC                           |
| 259925         | 2004 EV34  | 12 mar 2004 | Palomar          | NEAT                  | —         | MPC                           |
| 259926         | 2004 EK35  | 12 mar 2004 | Palomar          | NEAT                  | —         | MPC                           |
| 259927         | 2004 EL36  | 13 mar 2004 | Palomar          | NEAT                  | —         | MPC                           |
| 259928         | 2004 EM38  | 14 mar 2004 | Kitt Peak        | Spacewatch            | Phocaea   | MPC                           |
| 259929         | 2004 EY38  | 14 mar 2004 | Catalina         | CSS                   | —         | MPC                           |
| 259930         | 2004 EE39  | 15 mar 2004 | Kitt Peak        | Spacewatch            | —         | MPC                           |
| 259931         | 2004 EH41  | 15 mar 2004 | Socorro          | LINEAR                | —         | MPC                           |
| 259932         | 2004 EN41  | 15 mar 2004 | Catalina         | CSS                   | —         | MPC                           |
| 259933         | 2004 ES41  | 15 mar 2004 | Catalina         | CSS                   | —         | MPC                           |
| 259934         | 2004 EQ44  | 15 mar 2004 | Kitt Peak        | Spacewatch            | —         | MPC                           |
| 259935         | 2004 EB45  | 15 mar 2004 | Kitt Peak        | Spacewatch            | Juno      | MPC                           |
| 259936         | 2004 ES48  | 15 mar 2004 | Catalina         | CSS                   | —         | MPC                           |
| 259937         | 2004 EW49  | 15 mar 2004 | Kitt Peak        | Spacewatch            | —         | MPC                           |
| 259938         | 2004 EG50  | 12 mar 2004 | Palomar          | NEAT                  | —         | MPC                           |
| 259939         | 2004 EP50  | 14 mar 2004 | Kitt Peak        | Spacewatch            | Mitidika  | MPC                           |
| 259940         | 2004 EJ53  | 15 mar 2004 | Socorro          | LINEAR                | —         | MPC                           |
| 259941         | 2004 EQ55  | 14 mar 2004 | Palomar          | NEAT                  | —         | MPC                           |
| 259942         | 2004 ER55  | 14 mar 2004 | Socorro          | LINEAR                | —         | MPC                           |
| 259943         | 2004 ET55  | 14 mar 2004 | Palomar          | NEAT                  | Phocaea   | MPC                           |
| 259944         | 2004 EC60  | 15 mar 2004 | Palomar          | NEAT                  | —         | MPC                           |
| 259945         | 2004 EC61  | 12 mar 2004 | Palomar          | NEAT                  | —         | MPC                           |
| 259946         | 2004 ER62  | 13 mar 2004 | Palomar          | NEAT                  | —         | MPC                           |
| 259947         | 2004 EG64  | 14 mar 2004 | Catalina         | CSS                   | —         | MPC                           |
| 259948         | 2004 EC67  | 15 mar 2004 | Kitt Peak        | Spacewatch            | —         | MPC                           |
| 259949         | 2004 EO68  | 15 mar 2004 | Socorro          | LINEAR                | —         | MPC                           |
| 259950         | 2004 EC70  | 15 mar 2004 | Kitt Peak        | Spacewatch            | —         | MPC                           |
| 259951         | 2004 EK71  | 15 mar 2004 | Catalina         | CSS                   | —         | MPC                           |
| 259952         | 2004 EU73  | 15 mar 2004 | Kitt Peak        | Spacewatch            | —         | MPC                           |
| 259953         | 2004 EB74  | 12 mar 2004 | Palomar          | NEAT                  | —         | MPC                           |
| 259954         | 2004 EE74  | 12 mar 2004 | Palomar          | NEAT                  | —         | MPC                           |
| 259955         | 2004 EH75  | 14 mar 2004 | Kitt Peak        | Spacewatch            | —         | MPC                           |
| 259956         | 2004 EN75  | 14 mar 2004 | Kitt Peak        | Spacewatch            | —         | MPC                           |
| 259957         | 2004 ES82  | 13 mar 2004 | Palomar          | NEAT                  | Phocaea   | MPC                           |
| 259958         | 2004 ER84  | 15 mar 2004 | Socorro          | LINEAR                | —         | MPC                           |
| 259959         | 2004 EQ91  | 15 mar 2004 | Kitt Peak        | Spacewatch            | —         | MPC                           |
| 259960         | 2004 EW94  | 15 mar 2004 | Socorro          | LINEAR                | —         | MPC                           |
| 259961         | 2004 EF95  | 15 mar 2004 | Kitt Peak        | Spacewatch            | —         | MPC                           |
| 259962         | 2004 EB103 | 15 mar 2004 | Kitt Peak        | Spacewatch            | —         | MPC                           |
| 259963         | 2004 FX    | 16 mar 2004 | Goodricke-Pigott | Goodricke-Pigott Obs. | —         | MPC                           |
| 259964         | 2004 FG14  | 16 mar 2004 | Kitt Peak        | Spacewatch            | —         | MPC                           |
| 259965         | 2004 FS15  | 19 mar 2004 | Siding Spring    | Siding Spring Obs.    | Juno      | MPC                           |
| 259966         | 2004 FV20  | 16 mar 2004 | Socorro          | LINEAR                | Eos       | MPC                           |
| 259967         | 2004 FE24  | 17 mar 2004 | Kitt Peak        | Spacewatch            | —         | MPC                           |
| 259968         | 2004 FO28  | 18 mar 2004 | Socorro          | LINEAR                | —         | MPC                           |
| 259969         | 2004 FQ28  | 18 mar 2004 | Kitt Peak        | Spacewatch            | —         | MPC                           |
| 259970         | 2004 FT28  | 26 mar 2004 | Socorro          | LINEAR                | Juno      | MPC                           |
| 259971         | 2004 FB30  | 17 mar 2004 | Palomar          | NEAT                  | —         | MPC                           |
| 259972         | 2004 FC30  | 18 mar 2004 | Palomar          | NEAT                  | —         | MPC                           |
| 259973         | 2004 FO30  | 29 mar 2004 | Socorro          | LINEAR                | —         | MPC                           |
| 259974         | 2004 FU31  | 30 mar 2004 | Socorro          | LINEAR                | —         | MPC                           |
| 259975         | 2004 FK33  | 16 mar 2004 | Socorro          | LINEAR                | —         | MPC                           |
| 259976         | 2004 FN33  | 16 mar 2004 | Catalina         | CSS                   | —         | MPC                           |
| 259977         | 2004 FH34  | 16 mar 2004 | Catalina         | CSS                   | —         | MPC                           |
| 259978         | 2004 FF35  | 16 mar 2004 | Kitt Peak        | Spacewatch            | —         | MPC                           |
| 259979         | 2004 FA38  | 17 mar 2004 | Kitt Peak        | Spacewatch            | —         | MPC                           |
| 259980         | 2004 FB41  | 18 mar 2004 | Kitt Peak        | Spacewatch            | —         | MPC                           |
| 259981         | 2004 FM42  | 18 mar 2004 | Kitt Peak        | Spacewatch            | Mitidika  | MPC                           |
| 259982         | 2004 FP47  | 18 mar 2004 | Socorro          | LINEAR                | —         | MPC                           |
| 259983         | 2004 FO49  | 18 mar 2004 | Socorro          | LINEAR                | —         | MPC                           |
| 259984         | 2004 FZ61  | 19 mar 2004 | Socorro          | LINEAR                | —         | MPC                           |
| 259985         | 2004 FA64  | 19 mar 2004 | Socorro          | LINEAR                | —         | MPC                           |
| 259986         | 2004 FO64  | 19 mar 2004 | Socorro          | LINEAR                | —         | MPC                           |
| 259987         | 2004 FY65  | 19 mar 2004 | Socorro          | LINEAR                | Mitidika  | MPC                           |
| 259988         | 2004 FY67  | 20 mar 2004 | Socorro          | LINEAR                | —         | MPC                           |
| 259989         | 2004 FG68  | 20 mar 2004 | Socorro          | LINEAR                | —         | MPC                           |
| 259990         | 2004 FX69  | 16 mar 2004 | Kitt Peak        | Spacewatch            | —         | MPC                           |
| 259991         | 2004 FO71  | 17 mar 2004 | Kitt Peak        | Spacewatch            | —         | MPC                           |
| 259992         | 2004 FL82  | 17 mar 2004 | Kitt Peak        | Spacewatch            | —         | MPC                           |
| 259993         | 2004 FP82  | 17 mar 2004 | Kitt Peak        | Spacewatch            | —         | MPC                           |
| 259994         | 2004 FA83  | 17 mar 2004 | Socorro          | LINEAR                | —         | MPC                           |
| 259995         | 2004 FM95  | 22 mar 2004 | Socorro          | LINEAR                | —         | MPC                           |
| 259996         | 2004 FT96  | 23 mar 2004 | Socorro          | LINEAR                | —         | MPC                           |
| 259997         | 2004 FX108 | 23 mar 2004 | Kitt Peak        | Spacewatch            | —         | MPC                           |
| 259998         | 2004 FM109 | 24 mar 2004 | Anderson Mesa    | LONEOS                | —         | MPC                           |
| 259999         | 2004 FO109 | 24 mar 2004 | Anderson Mesa    | LONEOS                | —         | MPC                           |
| 260000         | 2004 FB112 | 26 mar 2004 | Kitt Peak        | Spacewatch            | —         | MPC                           |